# 第二次国共内战
第二次國共內戰是1940年代後期中國國民黨與中國共產黨为争夺中國统治权而爆发的内战，主要階段發生於1945年至1950年間:20:240；此一内战直接導致中华人民共和国成立、中華民國政府遷台及兩岸分治的現狀，大幅改變中國的政治版圖和社會結構；中華民國政府實際控制地區限縮至臺澎金馬地區和部分南海诸岛，由此展開當代海峽兩岸關係，形成「兩岸問題」。
1920年代後期国民革命军北伐之際，中共与国民党曾进行第一次国共合作，共同征讨北京政府，然其間两党合作破裂並爆发内战，是为第一次国共内战。1937年，因中国抗日战争爆发，國民黨領導的國民政府停止剿共，雙方结束内战，并开启第二次国共合作。然而，中国抗日战争結束前後，國共衝突一直持續:704。雙方隨即为代表中国接受日军投降和抢夺物资，1945年10月国共进行重庆谈判，并签订《双十协定》，之后又召開政治协商会议，意图结束分裂局面、建立统一的民主政权。不過，政治协商会议并未真正促成和解，而軍事摩擦不斷，兩黨始終缺乏互信。国民政府开展制宪国民大会，由中國青年黨及中國民主社會黨參與，中共与中国民主同盟缺席。1946年11月15日「國民大會」开幕:495，标志着國共通过政治手段解决分裂问题企圖的结束。
1947年間，第二次國共内战全面爆发。在随后的两年中，中共领导的中国人民解放军於三大战役彻底击溃中华民国国军的主力部队，最終于1949年初发动渡江战役，占领中华民国首都南京与经济中心上海，同年10月宣布中华人民共和国成立，而中華民國政府則於12月間遷往臺北。1950年3月，解放軍佔領國軍在大陸最後的主要據點西昌。中国大陆学者普遍认为1950年6月的海南岛战役标志着是次战争的大规模作战状态结束，而西方史學界則一般認為1950年8月万山群岛战役後內戰才逐漸平息。此後，兩岸對峙間仍不時有軍事摩擦；1979年1月1日，解放軍停止金门炮战，雙方軍事衝突從此結束，但至今仍未簽訂正式終止戰爭的和平協議。

## 名称
关于第二次国共内战性质，國共雙方观点各异。就中國國民党及中華民國政府的觀點而言，该战争是中共为無産階級革命而发起的叛乱，称这场战争为“動員戡亂”、“戡乱战争”或“抗共衛國戡亂戰爭”。并且在戰爭的時間界定上，分「綏靖」與「戡亂」兩個時期。因为抗戰勝利以後，國民政府为实现宪政，容納各黨派参与制宪，并在美國的調解之下，期能通过谈判彌平中共叛乱。后来中共抵制憲政，美國調停彻底失敗，而中共继续叛亂，故政府颁布「動員戡亂時期臨時條款」，戡亂作戰於是展開。
就中國共產黨及中華人民共和國政府的观点而言，该战争則是為推翻中國國民黨統治而進行的國內戰爭:4923:743，稱此為“第三次国内革命战争”，亦稱“中国人民解放战争”:4923，簡稱“解放战争”:1-2。毛泽东在1946年8月的讲话中首次明确提出：“我们必须进行人民的解放战争，解放全中国人民，建立一个新民主主义的国家。”。中共中央和毛泽东在多次内部讲话及对外宣传中，将战争定位为“解放被压迫的人民”和“推翻国民党反动统治”的斗争:119。1947年，刘少奇在中共中央政治局扩大会议上明确提出，这场战争的目的是“解放中国，建立人民民主政权”。在早期还有“爱国自卫战争”之说，并认为蒋介石在1946年6月把局部内战发展成全面内战，因当时国军同解放军隔松花江相持不下，蒋介石开始把进攻重点转向关内的中原、苏中解放区。尽管之后国民政府召开国民大会，但早已决定彻底消灭中共。

## 背景

### 各方因素

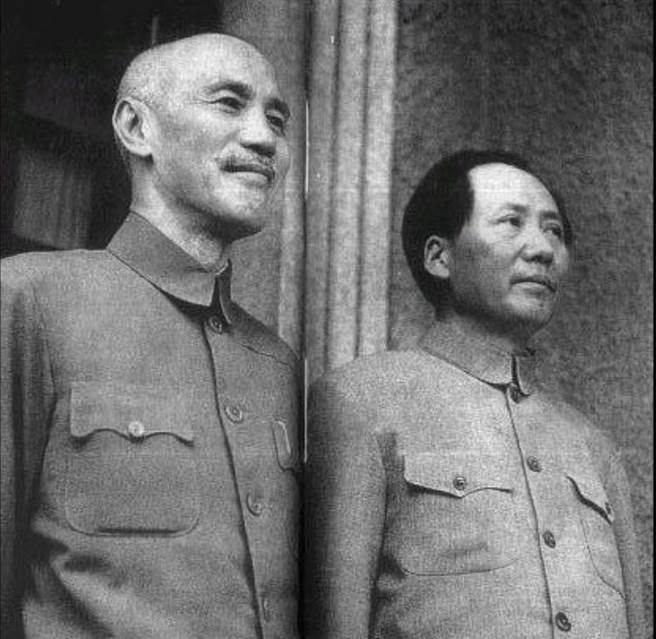
蒋介石（左）与毛泽东（右）在重庆会谈期间合影

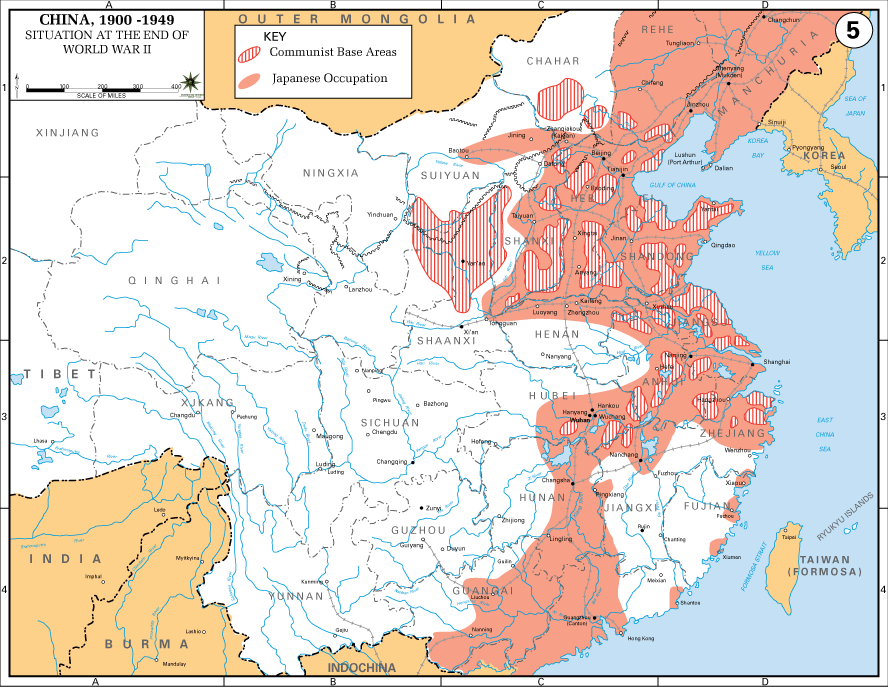
二戰結束時日本佔領區（紅色）及中共抗日根據地（紅條）

1945年8月15日，中国国民党和中国共产党的共同敌人——日本宣布投降。两党过去积累的历史矛盾以及对国家前途的分歧更加彰显。:1-2
日本投降前夕，国民政府军队主力集中于后方，在长江以北、平漢鐵路以东几乎没有政府正规军存在，在长江以南、粤汉铁路以东仅有第三战区的部队。
到1945年4月，中国共产党及其领导的军队控制了大部分华北农村地区，根据地总人口约9,550万，并实行土地改革，逐渐获取农民的信任与拥护，建立起一支可以与国民政府一争的军队:724:10-43。而国府在社会方面，由于战争的破坏与过于激进的货币政策，法币的贬值速度迅猛，物价飞涨，导致普通民众生活成本急剧上升，抗战胜利后，国统区物价飞涨，以全面抗战爆发前的1937年6月法币购买力为标准，到抗战胜利的1945年8月，法币购买力仅有原值的5‱。作為社會安定力量之士紳階層也受到影响纷纷解體。与此同时，国民政府在农村实行的苛捐杂税，进一步加重农民负担。一些地方甚至因税赋过重导致田地荒芜，百姓流离失所。
根据「中蘇友好同盟條約」，國民政府有接收东北的法定地位，故停戰令的第五條乙項規定，政府開入東北九省或在東北九省境內的調動不受限制。另外，停戰令第二條规定，中國境內（除东北）的軍事調動一律停止然而，苏联在东北的实际行动却对国民政府的接收工作造成了阻碍。苏军不仅鼓励中共在关键地区部署力量，还将缴获的日本关东军武器装备转交给中共。中共亦认为其在东北亦有权接收，拒绝遵守此项规定，繼續从關內抽調部隊進入東北，在蘇軍撤退各处进行接收。
中共中央指示东北局迅速建立党政军组织，并在苏军的协助下接管各地政权。苏军一度催促中共尽快接收东北全部政权。

#### 和談與衝突

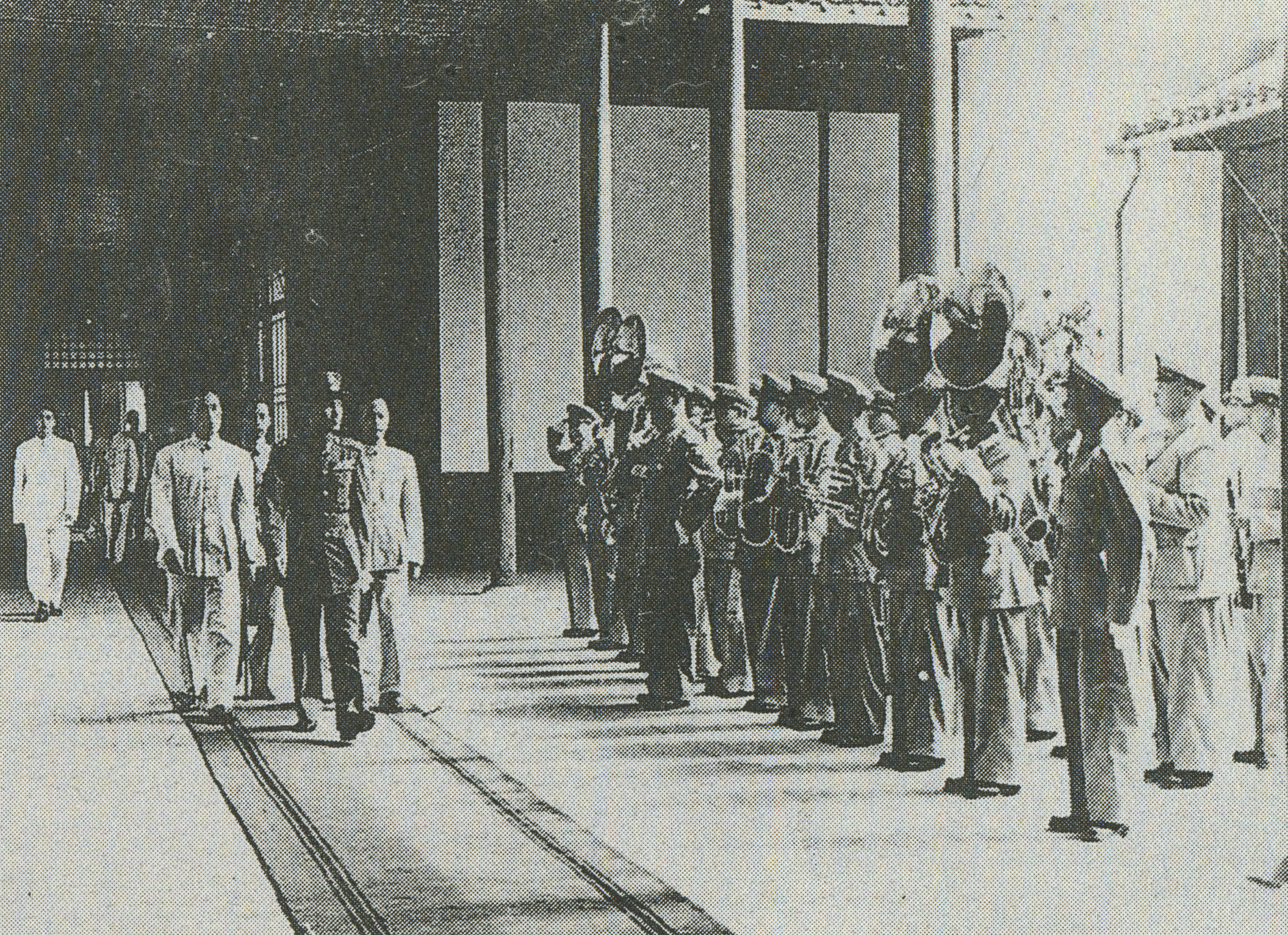
1946年5月5日国民政府还都南京

1945年8月14日，国府与苏联签署《中苏友好同盟条约》，以及《关于大连之协定》、《关于旅顺口之协定》、《关于中国长春铁路之协定》，并就外蒙古独立问题等进行换文。这些条约、协定和换文规定：宣布大连为自由港，港口主任由苏方人员担任，所有港口工事及设备之一半无偿租与苏方，租期为30年；中苏两国共同使用旅顺口为海军基地，设中苏军事委员会，委员长由苏方派任，苏联政府有权在划定区域内驻扎陆海空军；中东铁路及南满铁路由满洲里至绥芬河及哈尔滨至大连、旅顺的干线合并为一条铁路，定名为中国长春铁路（中长路），归中苏两国共同所有，共同经营；等等。:173这些条约、协定和换文的签订，使苏联恢复了沙皇俄国曾在中长路等方面所强占的权益，严重损害了中国的主权和利益。:173但另一方面，苏联获得“雅尔塔密约”中所要求的各项利益，斯大林于是同意新疆分裂势力与国府和谈。:174双方的谈判在苏联担任调解人的情况下，从1945年10月中旬开始，最终在1946年6月6日达成和平协定。:174“民族军”被统一编组并划定了驻地，新疆省政府进行改组，吸收“民族军”方面的代表。:174伊犁、塔城、阿山三区由“民族军”自治，中央军不得进入。:174-175
苏联最初选择推动国共和谈，但不愿美国势力进入东北。:174然而，美国坚持东北必须实行“门户开放”政策，并直接帮助国军进入东北进行接收。:175为遏制美国，苏联不惜要求中共放弃关内各根据地，在最短时间内集中主力到关外，以便在苏军帮助下阻止美蒋军队进人东北。:175中共很快组织了十几万军队赶赴东北。:1751945年9月下旬，美军在中国华北大批登陆，美国海军海运大批国军至东北。:175在苏军支持下，中共封锁进入东北的陆海空的各个通道。:175蒋介石下令撤退东北行营，声明苏联违约，并向中共占领的山海关进攻，开始以武力进行接收。:175苏军为应付外交，与国府再达成协议，最终将撤军期限延至1946年2月1日。:176此后，东北行营恢复接收。:176
但苏联坚持东北是其势力范围，不许美国染指。:1761945年12月底至1946年1月初，蒋介石派其子蒋经国访问莫斯科。:176蒋经国坚持东北要实行门户开放政策，只是在经济关系中可以同意苏联保持主导地位。:176斯大林要求对所有重要企业实行垄断性的中苏合营，否则苏军将视其为战利品而自行处理。:176早在1945年9月下旬，苏军就大量拆卸东北日本军工企业的机器设备，并将东北银行的现金、有价证券和贵重金属几乎全部提走。:176中苏经济合作谈判陷入僵局，苏联密告中共中央东北局，苏军将陆续撤退东北，中共军队需迅速占领。:176由于苏军突然从南满开始撤退，中共武装迅速接收了安东、本溪、辽阳、海城、抚顺、通化、通辽、辽源等地，以及南满大部分工业区。:176
蒋介石要求派停战小组前往东北，以阻止中共继续进入苏撤区。:176-1771945年12月15日，杜鲁门指示马歇尔促使国共停战。:1801946年1月10日，国共签訂國共停戰協定:2015。蒋介石后来总结大陆失败教训时提到，当初“误信马歇尔的调处，将最精良的国军开到东北，以致大陆空虚，各战场都感到兵力单薄”。当时，远赴东北的四五十万国军，军需补给消耗惊人。长春等城市被围困时，必须靠空投救援。1948年，三分之一的国家预算都在东北。蒋介石非常在乎一城一地的得失及国际观感，将东北重兵把守，当1947年后中共在关内四面出击，国军兵力不敷使用。但在当时，蒋作为中国战区的最高统帅，又不能不派军队去接收已沦亡十四年的东北。
另外，拒绝收编伪军，令多数伪军加入中共；担任参谋总长的陈诚，曾认为收编伪军将“混淆了国军的血液，千万不能办”。:215在東北，蔣解散30萬曾為日本人效力之偽軍，把他們全部釋放，結果補充共產黨方面力量:10。也是国府失败的原因。
而中共方面，则对偽軍采取较为灵活的政策。将伪军视为潜在的争取对象，同時也積極收編國方偽軍:10。毛泽东曾指出，“即对其亲日的方面，是加以打击和孤立的政策，对其动摇的方面，是加以拉拢和争取的政策。”部分偽軍转化为中共的战斗力量，为中共在内战中的军事提供支持。

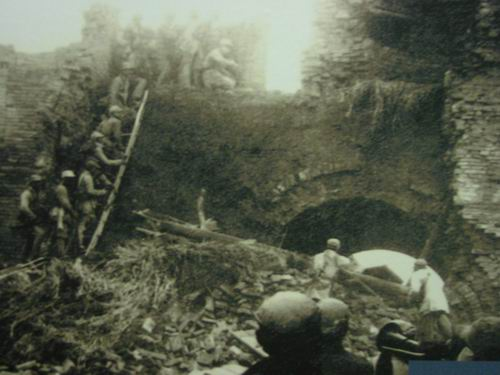
1945年9月上党战役中，八路军围攻长治

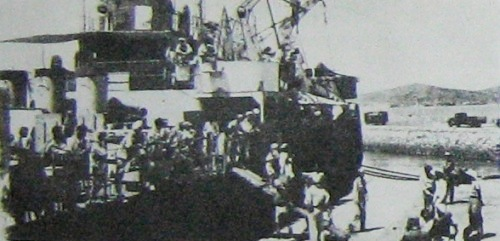
1946年应中共要求，广东东江纵队乘美国运输舰前往烟台整编，后参与山东内战

從1946年7月國共在蘇北开战，到1946年10月間國軍進占張家口，国共仍然是谈谈打打。:124-125期间，马歇尔八次到廬山协助蒋介石、周恩来谈判，將指示遞交給中共，國民政府期望美方干涉，以达成"军事接收华北、外交接收东北"的目標，但杜魯門政府希望通過和平方式解決雙方衝突，遂不同意蒋，国府的希望最终落空。1946年10月，周恩来拒绝马歇尔的张家口休战建议，国军遂向張家口推進，共方則集結重兵準備包圍國軍，國軍傅作義部騎兵行動敏捷，於10月11日占領張家口。:139-140同日，蒋介石不愿继续拖延制宪国民大会，宣布第三次停战令，单方面下令国军停战。:14017日，蒋發表關於中共問題之聲明，並由馬歇爾送交中共。:140聲明内容含有八款，此八款大都為中共原已同意者，或原為中共所要求者，且中共認為美政策對其有有利之處。:140遂中共同意继续與蔣談判。:141

#### 國民大會召開
蒋介石知道军事的重要性，却在大战硝烟弥漫之际，把国民大会放在第一位，学者高华认为蒋受冯友兰影响，在1945年后透露對實行民主宪政的意願。毛泽东在重庆通过和蒋介石的几次长谈和近距离的接触，看穿了蒋实际上是“民主无量，独裁无胆”。早在1945年秋天，毛泽东便对胡乔木说，国民党“实行独裁的劲不大，像灰尘一样可以吹掉的”。从重庆回延安后，毛泽东又说：“我看蒋介石凶得很，又怕事得很。他没有重心——民主或独裁，和或战。最近几个月，我看他没有路线了。我们是路线清楚而调子很低，并没有马上推翻一党专政。我看，现在是有蒋以来，从未有之弱。兵散了，新闻检查取消了，这是18年来未有之事。说他坚决反革命，不见得。”雙十協定簽訂前夕，蔣的心腹，時任中央日報總主筆陶希聖曾公開表示：“我们明知共产党不会来渝谈判，我们要假戏真做，制造空气。”他又表示：“即便共产党来，利用谈判拖一拖也好；共产党拒绝谈判，我们更有文章好做。”
直到1946年11月10日，國、共及各黨派代表續行會談，名為「非正式綜合會議」，仍未能达成协议:144。共产党不满意国方提出的名额条件，遂堅持改期，王世杰謂如中共能將國大代表名單立即提出，則可提請政府考慮延期數日，周恩來坚持不能先提名單:144，而后双方仍未谈妥，遂中共决定退出。在中共缺席、名额未确定情况下，蒋为建立其统治的合法性（法统），不希望被外界认为是“一党主导制宪”，於是拉拢民社党、青年党参加国民大会，11日，蒋为争取第三方面，宣布会议延期三天，青年黨曾琦、民主社會黨張君勱（民盟中一派）及無黨派人士提出國大名單:144。中共最终仍拒绝參加:144，最終，國大在中共以及各黨派缺席情況下，依然決定召開。
1946年11月21日，毛泽东同周恩来、劉少奇在延安棗園談話，説：“中國人民中間以及我們黨内都有打不打的問題，但這個問題現在是解决了，剩下的問題就是勝不勝。”:145。

### 国际因素

#### 美国对国府之援助
日本投降後，美軍停止軍事活動，但《租借法案》持續施予中华民国，使其完成對在華日軍的監管活動。1945年9月，在華美軍司令魏德邁命令將美軍價值4500萬美元倉儲物交予中华民国，美國國防部還移交70架C-47運輸機及一些尚可使用的飛機给中华民国政府。
马歇尔調停時期，美国对中华民国軍援包含兩種，一是贈與及信貸，另一種是軍事顧問團的設立，根據美国參議院外交委員會聽證報告，自二次大戰結束後美提供給國民政府的軍需品種類繁多數量龐大。大約包含：小型武器的軍火，炸彈、飛機、坦克、汽車、軍艦、運輸艦、醫藥、衣服等，全部的軍需品贈與及信貸至1949年3月21日為止，總共約998,700,000美元。其中797,700,000美元為贈與，其餘20,100,000美元為信用貸款。事實上，這些援助的軍需品的實際價值遠超出所列出的數目，而且不算在上面所列的援助，尚有出售剩餘軍需的一筆價值一億零二百萬美元，另外尚有670萬美元的物品、5600噸的彈藥等等。此外，在馬歇爾調停時期，另还有一些贈與及信貸，根據《中美合作組織協定》（Sino- America Cooperative organization Agreement），美國提供國軍價值約17,700,000美元的軍需品，其運送於1945年9月2日至次年3月2日之間。雖然這些物資早在馬氏使華之前即已完成移轉，但這筆贈與不在前面所述的贈與項內。除此之外，美軍向中國西南撤出之時，將其遠征緬甸之軍需供給（包含戰鬥用之軍火）出售與中华民国，價格約2500萬美元，其中2000萬美元在該協定上載明是信貸。另外500万美元為分期付款。此軍援本納入1946年8月30日的（美軍）出售財產剩餘的帳目之中，其后则免予偿还，做為對華的恩惠。
海军軍事顧問團方面，1946年7月16日，美国海军部向國民政府派遣海軍顧問團，並移交271艘艦艇，包括護航驅逐艦、兩棲作戰、運輸船以及海岸巡邏艇。公共法案亦授權總統設立駐華海軍任務處，以不超過100名的軍官及200名的士兵為限。1947年12月8日，國府外交部長與美國駐華大使司徒雷敦共同簽署協定，美國以140艘船艦交予國府，美國協助中华民国建立海軍機構，包括建立艦隊、組織、軍港、基地與學校等等。由美國幫助中华民国培養訓練海軍幹部，由中华民国供給美國海軍情報。陆军軍事顧問團方面，美國陸軍部於1945年10月要求美軍駐華總司令魏德邁準備成立顧問團，魏德邁於次年2月時在南京設立中國戰區總部，包括陸軍空軍和後勤部隊人員。1946年10月28日中國戰區總部改稱為美國陸軍顧問團。
中國國民黨前副主席關中認為，1945年底到1947年初，马歇尔介入中国国民党政府和中国共产党的谈判，在國共內戰中明顯親共。有學者認為，他逼迫蔣中正下達六月停戰令，使國軍在四平戰役中勝利後無法前進，後來招致麥卡錫的強烈批評。在1946年夏至1948年2月、3月間，美國為迫使國民政府容許中國共產黨參加政府，無一械運來中國:723。1947年1月，马歇尔调停失败，归国后晋升国务卿，对中国事务态度消极。:181国务院的远东司司长范宣德认为对中国采取观望政策可避免与苏联关系恶化。:181美国的重欧轻亚政策，将大量美援给予希腊、土耳其等国，以遏阻苏联在欧洲和中东的扩张。:1811951年6月9日，韓戰聯合國軍總司令麥克阿瑟將軍在被撤職後表示，「马歇尔使华是美國外交史上最大的失誤之一，自此自由世界將付出鮮血和災難的代價。」顧柏克認為國共鬥爭是美蘇鬥爭之縮影，而在國共鬥爭中，美國政府受到一批親共人士影響，支持中國共產黨之「聯合政府」謀略，為國民政府拒絕後，即不再熱誠支持國民政府，在國共談判中，處處翼護中國共產黨:723。
1947年7月3日，中華民國外交部部長王世與美國駐華大使司徒雷登在南京市簽定《中華民國政府與美利堅合眾國政府間關於經濟援助之協定》（簡稱《中美經濟援助協定》）。同年，行政院設立行政院美援運用委員會，美國則在上海市成立經濟合作總署中國分署（Economic Cooperation Administration, Mission to China）。
1947年秋，美國國務院正式取消美國顧問不得參加國軍訓練中心的限制，至1947年12月已經在中华民国建立了二十幾個新兵訓練中心。到1948年底1949年初美國為國民政府在台灣訓練了四個師，在廣州訓練了一個師。該顧問團還協助國軍陸軍總部進行組織建設，建立陸軍學校制度，與訓練中心制度，並對成都、漢口、台灣、南京和廣州的學校和訓練班做了大幅改進。
1948年12月30日，行政院美援運用委員會台灣辦事處成立。1949年中華民國政府遷台，行政院美援運用委員會隨之遷往台灣，並且由陳誠擔任主任委員；同年美國停止援助。美援計畫由中華民國與美國聘請美國「懷特工程顧問公司」（J. G. White Engineering Co.）擔任審查，懷特公司並派出經理狄寶賽（V.S. De Beausset）於1949年來臺擔任負責人。
美國國務院表示，1937年－1949年美國對中華民國援助總金額為35.23億美元，其中，20.07億美元為國共內戰時期的援助，佔比為60%；高过中国抗日战争时期15.15億美元的援助（佔比為40%）。英国学者厄特利認為，从日本投降到1946年2月底，美国援助的金额约为6亿，其中大部分是运输费用，包括百万在华日军的遣送费用，以及运送中国军队受降的费用，这些费用应被视为第二次世界大战的支出。并且，杜鲁门总统从1946年夏，明确禁止国府购买可用于打击共产党的武器或弹药，其后售给国府的价值1亿美元的多是军需品。美国的禁运在1947年7月才解除。1947年12月至1948年11月，美国出售给国府的弹药总量只够一个月的消耗。总地来说，美国的大部分军事援助都为时已晚。1948年4月的《对华援助法》援助国府4億5千8百萬美元，仅有1億2千5百萬被指定用於軍事:723，其中陸軍為8750萬美元，空軍援2800萬美元，海軍援950萬美元，且直到近一年后才交付，那时共产党已经征服了中国的大部分地区。并且，美国对国府的援助不是无偿，而是收取了高额费用的。

#### 苏联对国府之阻挠
蘇聯以遠東軍外貝加爾方面軍司令馬林諾夫斯基為統帥[[Category:]]，指揮數十萬紅軍進入中國東北及外蒙，日軍毫無抵抗[[Category:]]，1945年8月21日其關東軍在哈爾濱向蘇軍投降，59萬4千餘人悉被蘇軍俘走:286。蘇軍分為三路進入滿蒙，右翼兵團攻向張家口，中央兵團進至承德及平地泉，左翼兵團沿中東鐵路南下長春、瀋陽，一支入旅順，一支進抵山海關:873。
10月1日，蘇聯駐重慶大使彼得洛夫謁見行政院院長宋子文時稱：蘇軍現已開始撤退，大部份將於10月下旬撤退，11月底可全部撤完，蘇聯政府授權馬林諾夫斯基元帥與國方統帥部確實商洽東北軍政事宜，地點為長春，時間為10日至15日:3。10月12日，東北行營主任熊式輝與外交特派員蔣經國、經濟委員會主任委員張嘉璈等一行到達長春，是日蔣經國向蔣函呈抵達長春情形：「⑴熊主任與兒於今（十二）日午後三時安抵長春，蘇軍曾派代表來機場迎接。⑵定明日與馬林諾夫斯基正式會談，我方擬提出撤兵，恢復交通，接收行政，以及大連登陸四問題。⑶東北行政系統尚完整，兒意我方必須在蘇軍撤退之前，將行政接收完畢。⑷蘇軍對本黨活動，最近公開表示不滿。……⑸共黨力量，在東北尚未發生重大作用，但蘇軍在暗中確有支持共黨之行動。⑹今年東北大豐收，各地尚安定，民心思漢，愛國之熱情，實高過於關內。」:125-12610月13日，蔣經國向蔣函呈：「⑴彼方不願我軍海運登陸。……⑵強調反蘇之秘密組織，必有其他意思與作用。⑶對於經濟問題，避開不談。」:137到10月21日夜間，蘇聯長春電台廣播反對美軍在華北登陸:270。直至10月26日前，即在長春城郊作大規模之軍事演習，限制行營活動，封閉中國國民黨長春黨部，並以中國共產黨員張慶和接充長春警察局長，意在阻止國府之接收也:297。
同時11月國軍第十三軍、第五十二軍登陸秦皇島抵達山海關附近，亦受到阻撓，經向馬林諾夫斯基交涉，希在營口、葫蘆島登陸，馬稱蘇軍已自該地撤退，第十八集團軍入據矣，彼概不負責，亦不干涉:875。11月6日，蔣經國分析蘇方態度突變之原因，認為係受美蘇關係及國共衝突之影響，因恐我軍進入東北之後，將支持美國在東北之利益；甚至未來戰爭中，我軍有被美國所用之可能，故不願我國大軍開入東北；但根據條約，蘇方不得不撤兵，同時亦無法禁止我軍開入東北，故決定造成混亂局面，使我中央一時不能接收東北:430-431。蔣介石日記11月7日記道：「俄國之陰謀，毒辣極矣！彼既扼住吾人之咽喉，不使稍有呼吸之間隙。……所有約言，一概不認，始則大連，繼則葫蘆島，最後則營口，先諾而後背約。……今既於東北各海口不能登陸，只能由山海關陸路前進之一途。此後對東北，只可如俗語所謂『死馬當活馬醫』而已。必須先收復關內與內蒙，而後再圖東北也。」:435-436
岳渭仁等學者認為：蘇聯按時參戰，佔領東北，允許中共佔領大部分鄉村地區，阻止國府重返東北，還把大量日軍裝備送給中共軍隊，使蔣介石在內戰中必須走向軍事失敗:9。

#### 苏联对中共之支持

1945年8月12日，蘇聯對日宣戰後，150萬蘇軍全面進入中國東北、庫頁島南部和南千島群島，迅速擊敗日本關東軍，日本扶植之滿洲國与蒙疆联合自治政府滅亡

在東北，蘇聯自日本關東軍手中接收轉交給中國共產黨武器裝備:91-92。歷史學家張玉法认为，1947年，在戰況不利下，中國共產黨曾請求蘇聯給予援助:703。張玉法認為國共之間是一個國際戰爭，蘇聯不斷給予中國共產黨以武力和外交支援；美國則為迫使國民政府改變政府之形式，援助少而責難多，終使國民政府實力與聲望每況愈下，不僅喪失與中國共產黨從事軍事對抗之力量，也喪失與中國共產黨談和之條件:711。中國共產黨之發展，自始受到蘇聯支持:723。中國共產黨在美國之同情和蘇聯之實質支持下，勢力日增:723。但也有美國學者認為，蘇軍一方面允許八路军接管农村，另一方面却让蒋官员接收满洲所有的城市，并保护了他们好几个月。
1949年2月6日，毛泽东对苏共政治局委员米高扬说：“迄今为止，我们得到的武器都是无偿的。我们明白，苏联的武器生产中包含着苏联工人的有偿劳动。”:276毛泽东又提出中共需要三亿美元贷款、三千辆汽车以及各种必要的物资、机器、石油产品和造币用的银子等援助。:276
| 時間                    | 發貨地點     | 機槍 | 步槍 | 子彈 | 其他物資 |
| ----------------------- | ------------ | --- | --- | --- | --- |
| 1945年11月2日前         | 沈陽         | 4,000 | 11－12萬 | | 各種砲一批 |
| 1945年11月2-6日         | 沈陽、哈爾濱 | 1,000 | 3.6萬 | 800萬 | 部分砲；手榴彈15萬；運輸機6架；火車2列；大衣2萬；皮鞋3萬；兵工廠1座 |
| 1945年12月初            | 旅順         | 100 | 近萬 | | 飛機40餘架 |
| 1946年3月               | 朝鮮         | | 3萬 | | |
| 1946年4月               | 哈爾濱       | 1萬 | 10萬 | | 1,000門炮 |
| 1946年5月               | 朝鮮         | 115 | | 43萬 | 炸藥1萬箱 |
| 1946年6月               | 朝鮮         | 50 | 5,000 | 300萬 | 本月另有一批，不詳 |
| 1946年7月15日-8月7日    | 朝鮮         | 688 | 12,145 | 1,000萬 | 167擲彈筒、7門炮、11,164刺刀、43,588發炮彈、22萬斤炸藥、火藥500箱 |
| 1946年9月:507           | 圖們         | | | | 100多節火車彈藥 |
| 1946年9－10月:508       | 安東         | 朝鮮北部日軍儲存之武器彈藥，數十艘汽船每日往返運輸 | 朝鮮北部日軍儲存之武器彈藥，數十艘汽船每日往返運輸 | 朝鮮北部日軍儲存之武器彈藥，數十艘汽船每日往返運輸 | 朝鮮北部日軍儲存之武器彈藥，數十艘汽船每日往返運輸 |
| 1946年12月到1月:178-179 | 蘇聯         | 1.51億盧布各式物資（含300萬匹布、560萬噸米和棉紗、3,300噸汽油、500輛卡車、700噸炸彈等） | 1.51億盧布各式物資（含300萬匹布、560萬噸米和棉紗、3,300噸汽油、500輛卡車、700噸炸彈等） | 1.51億盧布各式物資（含300萬匹布、560萬噸米和棉紗、3,300噸汽油、500輛卡車、700噸炸彈等） | 1.51億盧布各式物資（含300萬匹布、560萬噸米和棉紗、3,300噸汽油、500輛卡車、700噸炸彈等） |
| 1948年2月到12月         | 蘇聯         | 3.35億盧布各式物資 | 3.35億盧布各式物資 | 3.35億盧布各式物資 | 3.35億盧布各式物資 |
| 1948年遼沈戰役前        | 滿洲里等地   | 僅我們（蘇軍）兩個方面軍轉交的武器就有8,700門火炮、迫擊炮和擲彈筒，2600輛坦克，1861架飛機，約52,000挺機槍，近680個各種軍用倉庫以及松花江分艦隊的一些艦艇。稍後又轉交給他們大批的蘇制武器。各種槍炮、坦克，以火車運輸數日。武器彈藥的制式不同，有……捷克式和蘇式。 | 僅我們（蘇軍）兩個方面軍轉交的武器就有8,700門火炮、迫擊炮和擲彈筒，2600輛坦克，1861架飛機，約52,000挺機槍，近680個各種軍用倉庫以及松花江分艦隊的一些艦艇。稍後又轉交給他們大批的蘇制武器。各種槍炮、坦克，以火車運輸數日。武器彈藥的制式不同，有……捷克式和蘇式。 | 僅我們（蘇軍）兩個方面軍轉交的武器就有8,700門火炮、迫擊炮和擲彈筒，2600輛坦克，1861架飛機，約52,000挺機槍，近680個各種軍用倉庫以及松花江分艦隊的一些艦艇。稍後又轉交給他們大批的蘇制武器。各種槍炮、坦克，以火車運輸數日。武器彈藥的制式不同，有……捷克式和蘇式。 | 僅我們（蘇軍）兩個方面軍轉交的武器就有8,700門火炮、迫擊炮和擲彈筒，2600輛坦克，1861架飛機，約52,000挺機槍，近680個各種軍用倉庫以及松花江分艦隊的一些艦艇。稍後又轉交給他們大批的蘇制武器。各種槍炮、坦克，以火車運輸數日。武器彈藥的制式不同，有……捷克式和蘇式。 |
| 1949年7月到12月         | 蘇聯         | 4.21億盧布各式物資 | 4.21億盧布各式物資 | 4.21億盧布各式物資 | 4.21億盧布各式物資 |

### 土地改革

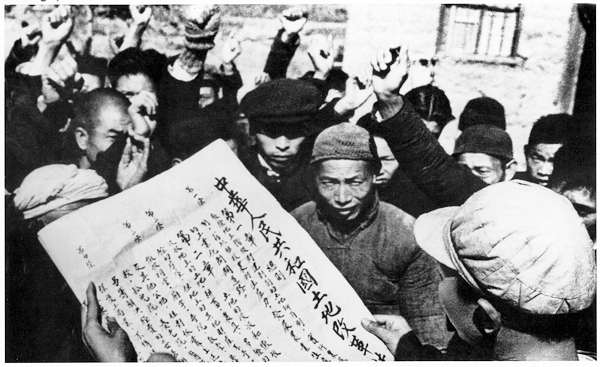
1950年，土改工作队向农民宣传新政府颁布的《中华人民共和国土地改革法》

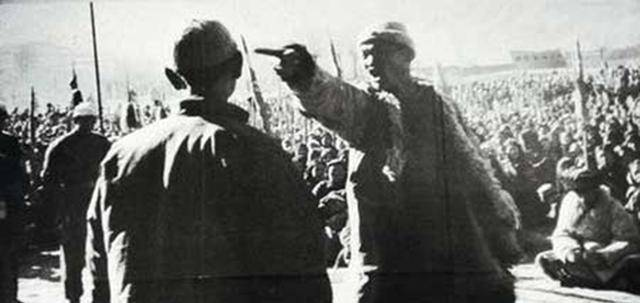
1946年，贫农批斗地主

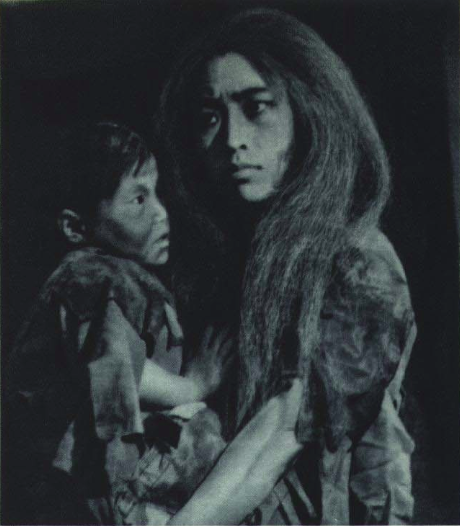
1950年，歌剧《白毛女》中白毛女与小白毛的形象，中共方面将该剧在解放区和国统区广泛巡演，成为解放区文艺创作的标志性作品

1947年10月10日，中共中央公布《中国土地法大纲》；解放軍總部號召打倒蔣介石:4923。“不仅地富逃亡，甚至中贫农逃亡也不少”:608。甚至有村庄连贫中农的东西都没收，“用盐水把人淹死在瓮里，还有用油从头上烧死人的”。人心惶惶，不可终日。
有鉴于此，1947年12月25日，毛泽东在陕北米脂召开的中共中央会议上作报告，提出土改总方针是“依靠贫农，巩固地联合中农，消灭地主阶级和旧式富农的封建和半封建的剥削制度”，强调“必须坚决地团结中农，不要损害中农的利益”，“哪怕只发生一户中农被错当成地主来整，我们也必须十分注意纠正”其后，中共中央和毛泽东又在1948年春连续发出指示，要求必须避免对中农采取任何冒险政策，容许中农保有较平均水平为高的土地；区别新富农和旧富农，对老区新富农按富裕中农待遇；对开明士绅应予照顾，对大中小地主应有所区别；坚持少杀人，严禁乱杀人；明确土改的地区差别，即老区只进行适当调整，半老区按《土地法大纲》进行土改，新区第一步土改不触动富农；明确地主、富农和中农的划分标准；保护已分配土地的私有产权；要求纠正关于土改的“左”倾宣传等等:1267-1274。最終使得農村民眾，特別是佔據多數的貧困農民的民心最終倒向中共一方:353-354。
中共通过土地改革扩大税基，1949年其财政收入达到粮食304亿斤，约合11亿美元，而同期中華民國政府的财政收入仅有9,000万美元。

### 通货膨胀与经济崩溃

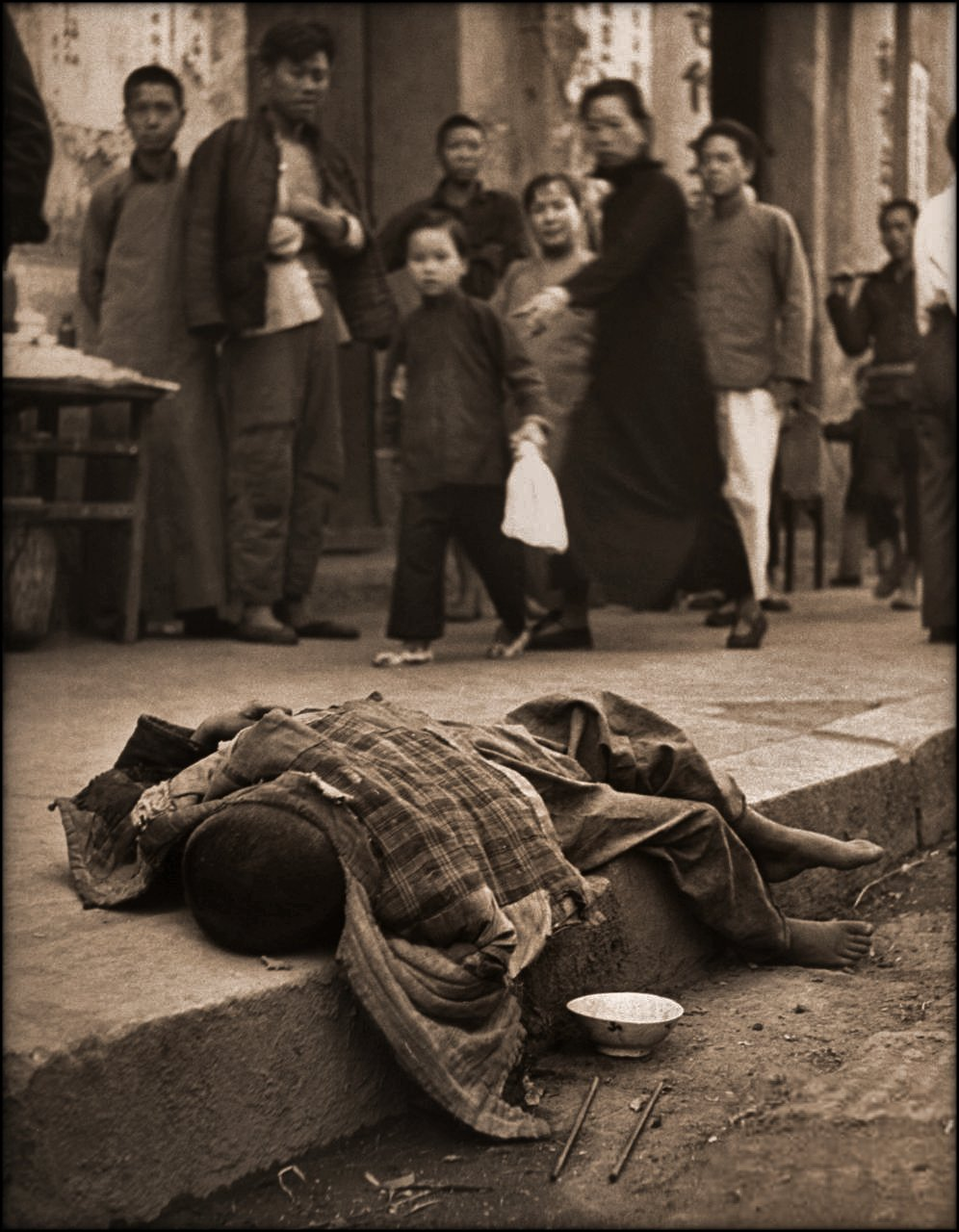
1946年，美国《生活》杂志拍摄的中国国统区街头画面，儿童饥寒交迫在街角死去

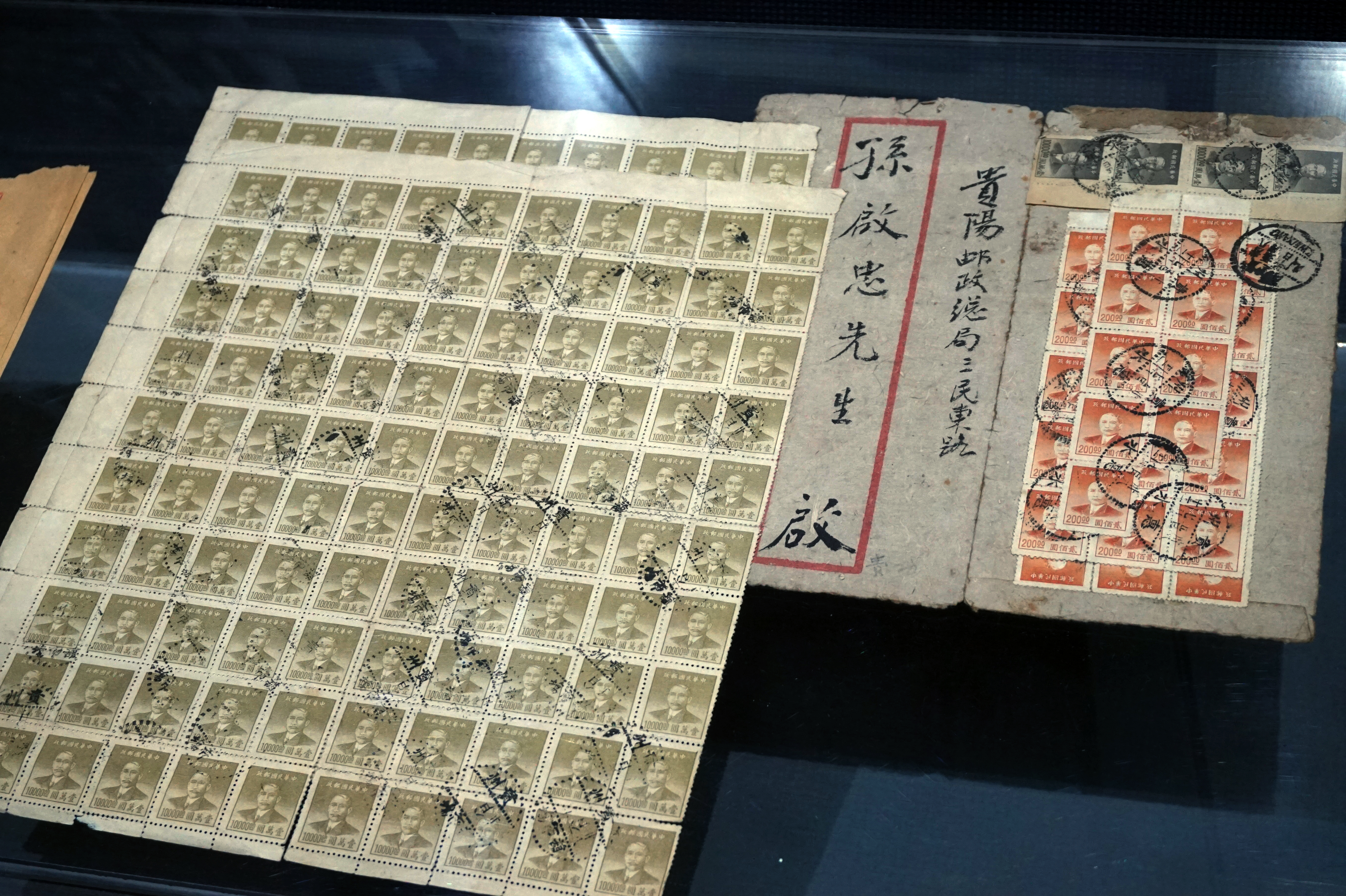
受内战影响，国统区出现恶性通货膨胀，致使寄一封信需用到邮票243枚，共计邮资204万7800元

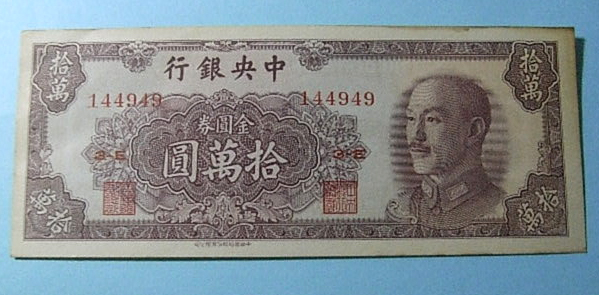
1949年，中华民国中央银行发行的十万元面额金圆券。金圆券于1948年原定发行20亿元，至1949年6月，发行额已达130.3万亿元之巨。巨额金圆券钞票标志国民政府经济失败

中国抗日战争所帶來之經濟崩潰和社會解體使國民政府恢復秩序之努力歸於失敗:724。由於通貨膨脹和支付不斷增加，國民政府庫存之金銀及外幣，在1945年底為9億美元，1946年5月降為6億美元，1946年底降為4億5千萬美元，1947年10月降為3億美元，1948年4月降至1億1千萬美元:724。1947年初，法幣發行總額為3萬5千億，至7月增至10萬億以上:159。1948年7月29日，蒋在莫干山召开会议研究发行金圆券事，谓王云五所拟金圆券方案，设计挽救财政，收集金银、外币，管制物价，都是必要措施:352。8月19日，蔣頒布「財政經濟緊急處分令」，發行金圓券，同時停止發行法幣；並在各地設置經濟管制督導員:56。蔣發表談話，呼籲同胞奉行法令，擁護新幣制，以福國利民:56。並公佈「金圓券發行法」，主要內容為：一、金圓券发行采用十足准备，其中必须有40%为黄金、白银及外汇，其余以有价证券及政府指定的国有事业资产充当，每元法定含金0.22217公分，由中央銀行發行，發行總額定為20億元；二、金圓券一元折合法幣300萬元:159。

### 学潮蜂起

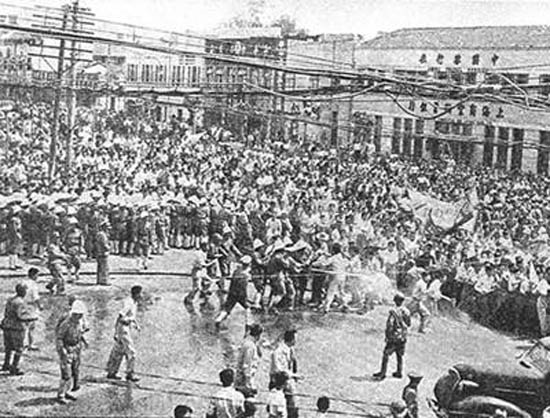
上海同济大学学潮，国府军警持水龙头镇压

1946年以後，各地學生不斷發動反飢餓運動，在國民政府鎮壓下，他們又提出「反壓迫」之口號:724。隨着戰爭發展，在中共之領導下，國統區人民反饑餓、反內戰、反迫害之運動也逐步高漲:4923。中国共产党在战场后方通过秘密地下党员，策动学潮，著名的有1947年5月，上海、南京等地大学学生的“反饥饿，反内战”大游行，此次游行学生与军队冲突酿成血案。此外，与中国共产党互为友党的中国民主同盟在1947年10月被取缔之前也利用自己的合法身份积极参与学潮，配合中共的斗争。1947年5月30日，新華社發表毛澤東所寫時評，高度評價國統區學生運動，認為是解放軍作戰之外第二條戰線:8364。
1948年8月15日，中华民国教育部称，“职业学生一年半以来制造学潮109次，耽误课业506天，学潮漫及18个重要都市”。
1949年1月，解放军进入北平。作家柏杨回忆，车队经过东单时，一个国军少校抓着两个大学生控诉：“你们这些丧尽天良的大学生，政府对你们有什么不好？当我们在战地吃杂粮的时候，你们吃什么？雪白的大米、雪白的面粉、肥肉。可是，你们整天游行，反饥饿，反暴政。你们饥饿吗？八路军进城那一天起，你们立刻改吃陈年小米，连一块肉都没有，你们却不反饥饿，今天还这个样子的忘恩负义，上天会报应的，不要认为会放过你们。”一时间全街都呆住了。最后他被强制架走。
| 时间                       | 爆发地点 | 原因 | 实况                                                               | 备注         |
| -------------------------- | -------- | --- | ------------------------------------------------------------------ | ------------ |
| 1946年12月 （沈崇案）      | 北平     | 北京大学预科女生沈崇被美国士兵强奸 | 全国性反美运动                                                     | 中共领导     |
| 1947年5月 （五二〇运动）   | 南京     | 物价上涨，公立大学所发伙食费不够 | 全国性反饥饿反内战运动                                             | 中共领导     |
| 1947年5月 （六一惨案）     | 武汉     | 物价上涨，公立大学所发伙食费不够 | 学生与军警发生冲突                                                 | 中共领导     |
| 1947年10月                 | 杭州     | 浙大学生会主席于子三被指控参与地下党被捕死于监狱 | 全国各地学生抗议政府逮捕屠杀学生                                   | 中共领导:163 |
| 1948年1月                  | 上海     | 同济学生自行选举自治会，被校方开除学籍 | 同济大学学生赴市政府请愿                                           | 中共领导:143 |
| 1948年3月                  | 北平     | 民国政府查封中共地下党组织华北学联 | 万余学生在北大民主广场举行营火晚会                                 | -            |
| 1948年4月                  | 北平     | 民国政府逮捕华北学联学生 | 五百学生在政府北平行辕请愿                                         | 中共领导:170 |
| 1948年6月                  | 沪津     | 美国决定扶植日本经济 | 上海万余名学生游行示威抗议美国扶植日本，天津北洋大学拒绝美国救济粮 | -            |
| 1948年7月 （北平七五事件） | 北平     | 北平市参议会决定重新考核东北流亡学生在北平临时大学之入学资格。次日谈判后，中国青年军向离场学生开枪，8名学生死亡。国府方面则称政府和学生互相开枪对射:177 | 一万学生前往李宗仁官邸请愿抗议                                     | 中共领导:26  |

### 情报与宣传

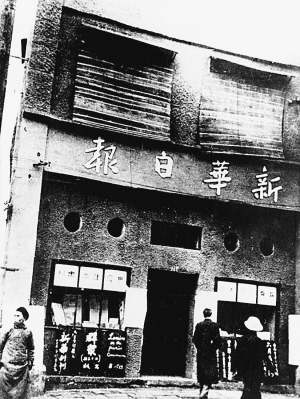
1947年2月前的重庆曾家岩民生路新华日报社，办理新华日报、群众周刊等

一般認為，國軍戰敗的原因有許多：政府分裂內鬥、腐化貪汙；財金紊亂、經濟崩潰；士兵厭戰、官壓民變:109-132；抗戰後，中央對非中央系部隊歧視，待遇不平，化編或調邊遠地區作戰，引起不滿或叛離；借戰後「整軍」，裁非中央系軍官近30萬人，編「軍官總隊」，使此有戰場經驗幹部心有怨氣，後多被解放軍所用；處理百萬偽軍不當，殺官奪兵，或以「漢奸」、「敵偽」，驅之投共；因高級將領派系分明，能打仗將領——關麟徵、薛岳不用，用劉峙指揮徐蚌會戰，焉有不敗之理；有些曾受中央敵視將領，緊要關頭投共——如高樹勳、韓練成、吳化文、衛立煌、何基灃、張克俠、張軫、程潛、陳明仁等，中國大陸解放前許多地方將領為求生存，更無論點，且國軍最高統帥部及各級指揮單位，多有中共地下黨潛伏，隨時為中共提供詳細情報，如參謀次長劉斐、作戰廳長郭汝瑰，又以統帥部直接指揮作戰，劉、郭參與機密指揮，所以每戰必敗:19。除此之外，中共在国府高層安插大量的情报人员，包括刘斐、熊向晖、郭汝瑰以及傅作义的秘书阎又文等大批中国共产党地下党員所組織起的綿密情報網。
1946年国共内战爆发时，《新华日报》每天都登有新华社发的中共军队胜利战报，每天辟有专栏刊登启事。据《新华日报》编辑回忆说，“有反动派对此不满，表示：‘世界上哪有这样的怪事，在打仗的时候，竟允许敌人在自己的区域发宣言、发战报，进行宣传？’……想以此作为迫害我们的借口……敌人对新华日报的稿件更加紧了控制。新华社的稿件不准登，前线的胜利消息不准登……。我们有时也作些不损原意的改动，更多的时候根本不理睬，该登的还是照样登。敌人对我们毫无办法。”:411949年9月，昆明銀行從業員聯誼會發表告社會人士書，反對徵兵徵糧，反對苛捐雜税，反對蔣桂系統軍隊入雲南:9002。

### 强制征兵

#### 中国国民党
民国26年（1937年）7月，中国境内各县依据国民政府颁布的《兵役法》及行政院相关暂行办法办理兵役。权势阶层常通过勾结地方官员伪造证明，使适龄子弟逃避兵役，导致“三丁抽一”“五丁抽二”“独子免征”等原则形同虚设。抽签定役流于形式后，基层为完成征兵任务转而强制征丁，俗称“抓壮丁”。
1946年6月，国民党政府发动全面内战，大举进犯解放区。为扩充兵源，在其控制区域内强征壮丁、摊派粮款。民众因不愿为国民党参与内战，普遍抵制征兵。
江西省德安县部分乡长、保长（1945年实行乡保甲制）为凑足壮丁名额，以银元雇佣无业者或散兵充数，费用由民众分摊。每名壮丁价达三四百银元，外加苛捐杂税，民众负担沉重。
在四川省，因强征壮丁致家破人亡者不计其数，数万青壮年甚至自残避役。部分民众在中共地下组织支持下，持械对抗征丁人员并组织集体抗征，解救被抓壮丁。1947年，广安县兵役调查显示：“广安县征送壮丁，皆由雇买、估拉而来”“乡、镇、保、甲视役政为利弊，或买或拉无不有弊，如派款拉丁，浮支滥报，报归中饱，拉丁则借机磕诈，得钱到手，拉获之丁也可放纵。……肆无忌惮，而人民遂不胜其苛扰”。
1947年5月，中国人民解放军控制上海市及浙江省大部，国民党残军退守舟山群岛设立防卫司令部。期间在各岛强征壮丁逾万人，普陀小干岛为重灾区。据《舟山市志·军事》载，军队强占民宅、征用物资，并将大山村、东岙村18～40岁青壮年编为运输队、担架队，最终强制纳入军籍。
征丁方式包括但不限于以下三种：
1. “抓壮丁”：县政府按联保分配名额，保警队与乡丁夜间入村抓丁。民众常令青壮年躲入深山或外逃避役。被掳者多遭捆绑押送兵站，途中逃亡者或遭枪杀、毒打。[103]
2. “抽壮丁”：名义上按“三抽一”比例征丁，但富户可缴钱免役，贫户则须服役。[104]
3. “骗壮丁”：1947年5月，定海区白泉镇金鸡山驻军缺额，差役谎称“你们跟我去白泉城隍头吧，国民党只是临时叫你们充个数，你们点好名就可回来了。”，诱骗村民至城隍头营地，最终将其强制编入撤退部队。[104]

国统区的大规模强征引发民众对国民党政府的强烈不满，激化民怨并诱发暴动，成为国民党政权丧失民心的重要根源，进而成为国民党解放战争失败的重要原因之一。

#### 中國共產黨
在中國共產黨冀中军区，1946年定縣擴軍，有的區幹部打人罵人，手持木棒滿街找人，有的村幹部用繩子吊打逃跑的隊員，有的將全村隊員集合起來「吃逃跑者」，一頓吃了400斤饅頭、兩口豬、120斤粉條，還拉東西、牽牲口、搬水車。1947年在清苑縣，對不願參軍的人，羅家營村扒人家的房子，北王力村黑夜包圍對象的房子，從被窩裡往外掏出來，連夜押送到翻身營。在姜莊，誰家不去，就叫群眾到誰家去收拾他的東西。有的則是誰不去，就反誰的「黑地」，拆誰的房子。:179有的村子，跑了按漢奸論罪。1948年無極等縣擴軍中發生以下強迫方式：一、逼兵，給青壯年扣大帽子，不來不行。二、拾兵，斷絕行路人，見青年就抓。三、強迫當兵，駐村工作組拿著匣子槍擴軍。四、吃兵。把群眾組織起來，到不願當兵的家裡吃飯。五、餓兵，關起來不讓吃飯。六、用開會名義抓兵。七、不當兵掃地出門，罰勞役一年，站一年崗。在北嶽區，1946年淶水縣擴軍中，松花口村1人不願意去，區幹部將他捆綁到區裡。裡村村幹部帶槍抓兵，南峪村用抓紙球的辦法選兵。1948年徐水、淶水等縣，有的用找錯的辦法，誰有缺點就叫誰去；有的打鐘集合，誰去晚了就誰去當兵；有的評議上了不去，就用大槍押著或綁著往區裡送。在完縣、唐縣對避兵逃兵的家庭，實行扣押、吊打、封門、掃地出門，甚至戴上手銬。吃兵的現象也有，唐縣馬莊擴兵時，誰不答應，群眾就到他家吃，吃了六、七家。1949年行唐縣某村讓青壯年自報，不自報就逼著到一個大池塘裡凍著。在冀南军區，1947年，威縣北四區一些村幹黨員採取威嚇、堵口子、逼自願、簡單民主指定等，逼使村民參軍。臨清縣擴軍中，有的村用開大會的辦法，出不來兵額就不散會。有的用「抓球」、「抽籤」的辦法，迫使村民參軍。還有的對於不願參軍的對象，披上狗皮遊街，對於拉後腿的女人也一樣遊街，並寫著侮辱的話「俺離不開男人睡覺」。:180有的地方對於抗拒當兵的村民，還採取收回已經得到的土地和果實的辦法，迫使他們參軍。如1946年冀中军區交河縣，分得土地的翻身農民，如不參軍，就收回其土地。1949年容城縣也對不願參軍的村民提出「收回翻身果實」，大獻王村就收回4間房子。统计显示，冀南军区的当兵者有1/3至一半是被强迫的。:181

## 内战爆发

### 受降與接管

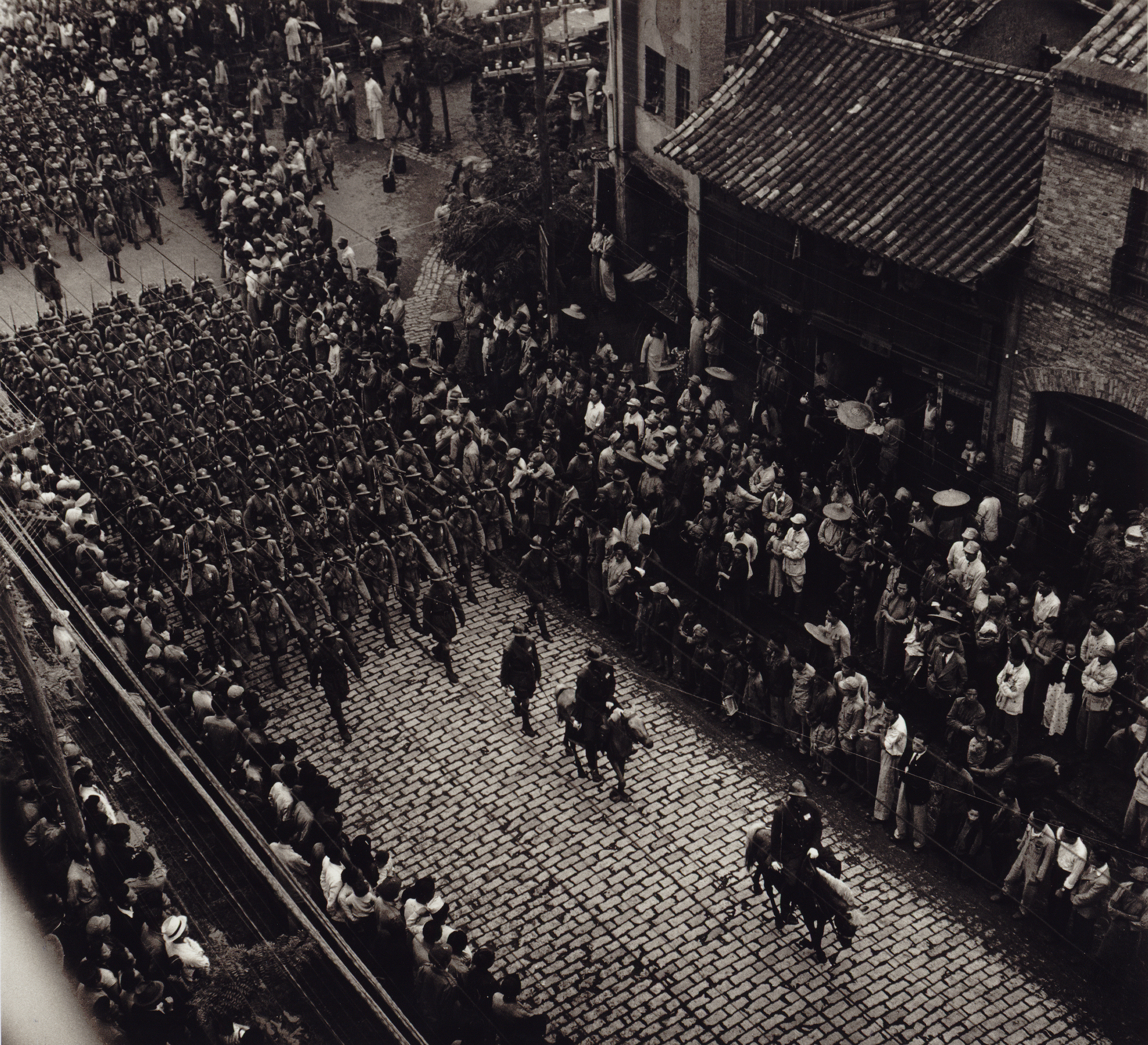
1946年，国军部队于接管日占区城镇后在街道上成队列行进

1945年7月，國共雙方便爆發了爺台山戰役。1945年8月10日，国民革命军第十八集团军（八路军）得知日本即将投降，立即向附近敌军发出通牒，要求其对八路军投降，否则予坚决消灭:165。同日，毛澤東通告所屬：「蘇聯參戰，日本投降，內戰迫近，……準備對付內戰。」:1八路军总部指示部队“迅速占领所有被我包围和力所能及的大小城市、交通要道”，“如遇顽军妨碍我们进占城镇和要道时，应以各种方法阻止以至打击、消灭之。”:166国军第十二战区司令长官傅作义率军自宁夏五原东进，准备进入北平和天津接受日军投降:166。8月12日，中共中央致电晋绥、晋察冀分局，命令“务用全力歼灭傅作义东进部队”:166。8月13日，毛說：「按照蔣介石的方針，是要打內戰的」，因此：「我們的方針是針鋒相對」:4-5。接著，朱德致電岡村寧次要求日軍分別向華北、華東、華中、華南的八路军、新四军將領投降，但最終遭到日軍拒絕，盟國則完全不予理會:721。8月15日，日本天皇宣布投降:32。八路军、新四军拒绝蒋原地待命的命令，所属部队向日伪全线反攻，同时命令日军除了被國军包围的部分向八路军、新四军投降:1-3:185。8月16日，毛泽东在新华社发表《人民公敌蒋介石发出了内战讯号》，篡改国民政府外交部次长吴国桢的讲话，诬蔑蒋介石拟“军事纪律处置”反对派，是发出了“内战讯号”；实际上是毛泽东正积极与国民党决裂，准备借反内战的名目发动革命战争，推翻国民党统治。:169
因斯大林以苏共中央之名義致電毛說：「日本投降，國共應言歸于好，共商建國大計。如果繼續打內戰，中華民族有毁滅的危險。」:138月30日，毛遂提出「擁護蔣先生，承認蔣先生在全國的領導地位」，同意赴重庆谈判:18。8月24日，毛赴重庆前指示軍事部屬：「你們回到前方去，放手打就是了」:13。至8月26日，八路军、新四军已佔領大小五十九个城市和乡村，日伪军队根据国民政府的命令向八路军、新四军反击，到9月底夺回了20多个城镇:10-43。8月29日，中共中央即指示晉察冀和山東方面之負責人，迅速派遣幹部和部隊到東三省，以控制廣大鄉村及中小城市，建立地方政權及地方部隊:185。9月17日，遂即提出「東北為我勢必所爭，熱、察兩省必須完全控制」，確定「向北推進，向南防禦」之戰略方針:278-279。
9月10日，晋冀鲁豫解放区部隊在山西長治地區（古稱上黨郡）對國軍進行一次自衛反擊戰役——上党战役:448，晉冀魯豫軍區司令員劉伯承、政治委員鄧小平指揮太行、太岳、冀南軍區3個縱隊及地方武裝一部共3萬1千餘人:448，並有5萬民兵助戰，國方第二戰區閻錫山令第十九軍軍長史澤波率5個師1萬7千餘人:448，13個師38,000人，從8月下旬到10月8日，國方除4,000餘人逃走外，全部被殲，被俘官兵17,000人，包括軍長史澤波及副師長以上將領10餘名，並攻克縣城6座，共方傷亡4,000人:341-343。10月24日，晋冀鲁豫解放区部隊在河北邯鄲地區反擊國軍進攻的戰役——邯鄲戰役:4258，國方第十一戰區司令長官孫連仲指揮下之冀察戰區司令高樹勳，率領其新編第八軍和兩個縱隊及河北民兵萬餘人，於10月30日在河北磁縣馬頭鎮“宣布起义”，成立民主建國軍，高為總司令，致使第三十軍、第四十軍於10月31日至11月2日被殲，馬法五以及副軍長、4個師長以下官兵2萬餘人被俘:417-419。
| 1945年下半年国共主要冲突列表 | 1945年下半年国共主要冲突列表 | 1945年下半年国共主要冲突列表 | 1945年下半年国共主要冲突列表                           |
| 战斗名称                     | 大致时间                     | 爆发原因 | 实况                                                   |
| ---------------------------- | ---------------------------- | --- | ------------------------------------------------------ |
| 上党战役                     | 9.10-10.12                   | 阎锡山部隊占领八路军收复之襄垣、潞城，在長治接受日軍投降，八路军發起進攻                                                                                               | 阎锡山部队10個師被殲，长治被八路军攻克                 |
| 津浦战役                     | 10.15-12.14                  | 新四军阻止國军沿津浦路北上接受日軍投降 | 新四军攻占山东大片地区，山东华中两解放区连成一片       |
| 平绥战役                     | 10.18-12.14                  | 傅作义部队在绥远受降，八路军晋冀鲁豫军区部队为打通华北东北交通 | 八路军围攻归绥、包头两城一个半月，未能攻克最后撤退     |
| 平汉战役                     | 10.24-11.2                   | 國軍沿平漢路北上接受日軍投降，八路军晋冀鲁豫军区军队阻止其北进。 | 八路军合围国军7个师，全部殲滅                          |
| 山海关战斗                   | 11.15                        | 乘美国运输舰前往东北的國军到达大连时，被苏联及八路军、东北民主联军拒绝登陆，后转到葫芦岛仍无法登陆只得转在秦皇岛登陆。后在进发至山海关时遭遇八路军、东北民主联军阻击。 | 国军突破八路军、东北民主联军阻击，穿越山海关，攻占锦州 |

### 国共谈判
1945年8月14日，蒋介石為解決與中共歧見，電請毛泽东前往重慶:721。毛斥之為「完全欺騙」:524。8月16日，毛覆蔣，俟對朱德要求表示意見後，再考慮相會問題:721。斯大林以蘇共中央名義給毛一通電報，要他與蔣合作，毛則大發雷霆，說莫斯科為什麼不許他革命:524。8月20日，蔣再電敦促，說明朱德要求不能接受:721。8月23日，蒋三次去电敦促:721。8月24日，毛稱願與會見，共商和平建国大計:721。毛說：「鄙人極願與先生會見，商討和平建國大計。俟飛機到，恩來同志立即赴渝晉謁。弟亦準備隨時赴渝。」:128月25日，中共中央委員會發表《對目前時局的宣言》，要求國民政府承認解放民選政府及抗日軍隊，制定八路軍、新四軍及華南抗日縱隊接受日軍投降地區，公平合理整編軍隊，承認各黨派合法地位，召開各黨派代表會議，成立民主聯合政府:721。經過再次研究，反復權衡利弊，毛始決定應蔣之邀:13。8月26日，中共中央政治局會議決定：充分估計到蔣介石逼城下之盟的可能，但簽字之手在我；必須作出一定的讓步，在不傷害雙方根本利益條件下，才能得到妥協；讓步的第一批是廣東至河南，第二批是江南，第三批是江北，隴海路以北迄外蒙，一定要由中共佔優勢；東北行政大員由國民黨派，中共去幹部；如果這些還不行，那末城下就不盟，準備坐班房:14。
9月13日，中共中央通知其各地黨委說：「⑴我們與國民黨初步交換意見的談判，已告一段落，國黨毫無誠意，雙方意見相距甚遠，談判將拖延一時。⑵蔣對具體問題表示：政府法統不容紊亂，軍令政令必須統一，國大要速開，舊代表有效，但可增加名額，容納各方，容納各黨派參加政府。⑶關於兩黨關係的重要問題：對軍隊只允編十二個師，需完全服從命令，按指定地區集中。對解放區民主政府，則表示含糊。」:276:23
12月6日，據國方情治機構之情報，毛返延安後即召開集中決政治局委員聚會，報告其在重慶談判情形，略謂：「此次談判，涉及問題很多，均以黨中央所提之十二條原則為依據。我們認為爭取我黨的合法地位很重要，國民黨則注重於我黨的軍隊和政權兩項，所以一再堅持軍令政令的統一，以求達到取消我黨的軍權和政權。史大林同志的話很正確：『中國的革命，是革命的武裝，反對武裝的反革命。』如果我黨的軍隊和政權被取消，即使黨能合法存在，又有什麼力量呢？所以軍隊和政權，是絕對不能放棄的。」:54-55
1946年1月31日政治協商會議閉幕後，中共中央於2月1日發布由劉少奇起草的〈關於目前形勢與任務的指示〉，其中提到：“中國即走上了和平民主建設的新階段。……中國革命的主要鬥爭形式，目前已由武裝鬥爭轉變到非武裝的、群众的與議會的鬥爭，國内問題由政治方式來解决。黨的全部工作，必須適应應這一新形勢。……在整編後的軍隊中，政治委員、黨的支部、黨務委員會等即將取消，黨將停止對於軍的直接指導。”这篇报告是刘少奇在文革被批斗的原因之一。

### 军事调处与东北争夺

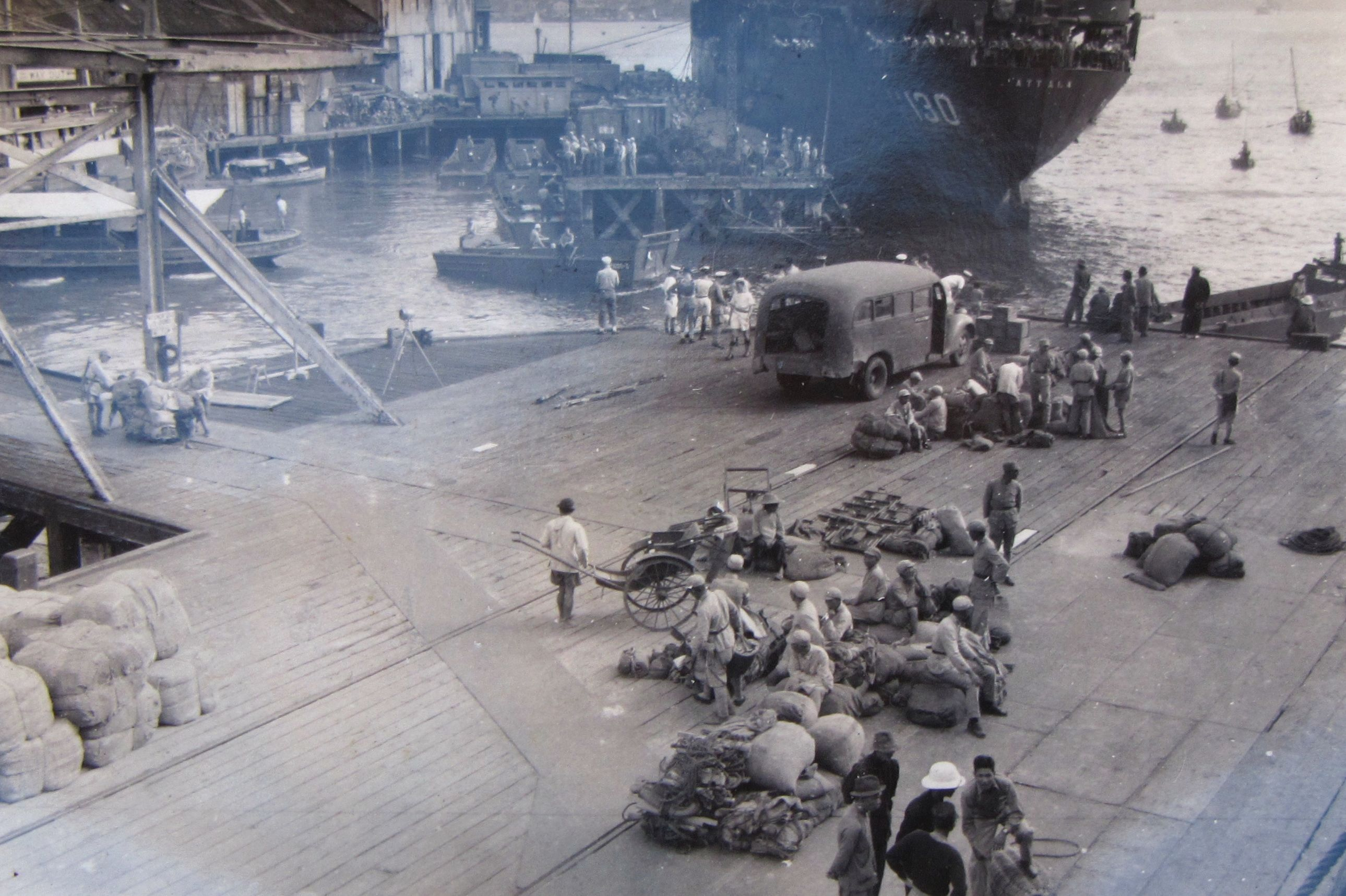
1946年，通过美国运输船向东北开进的国军部队

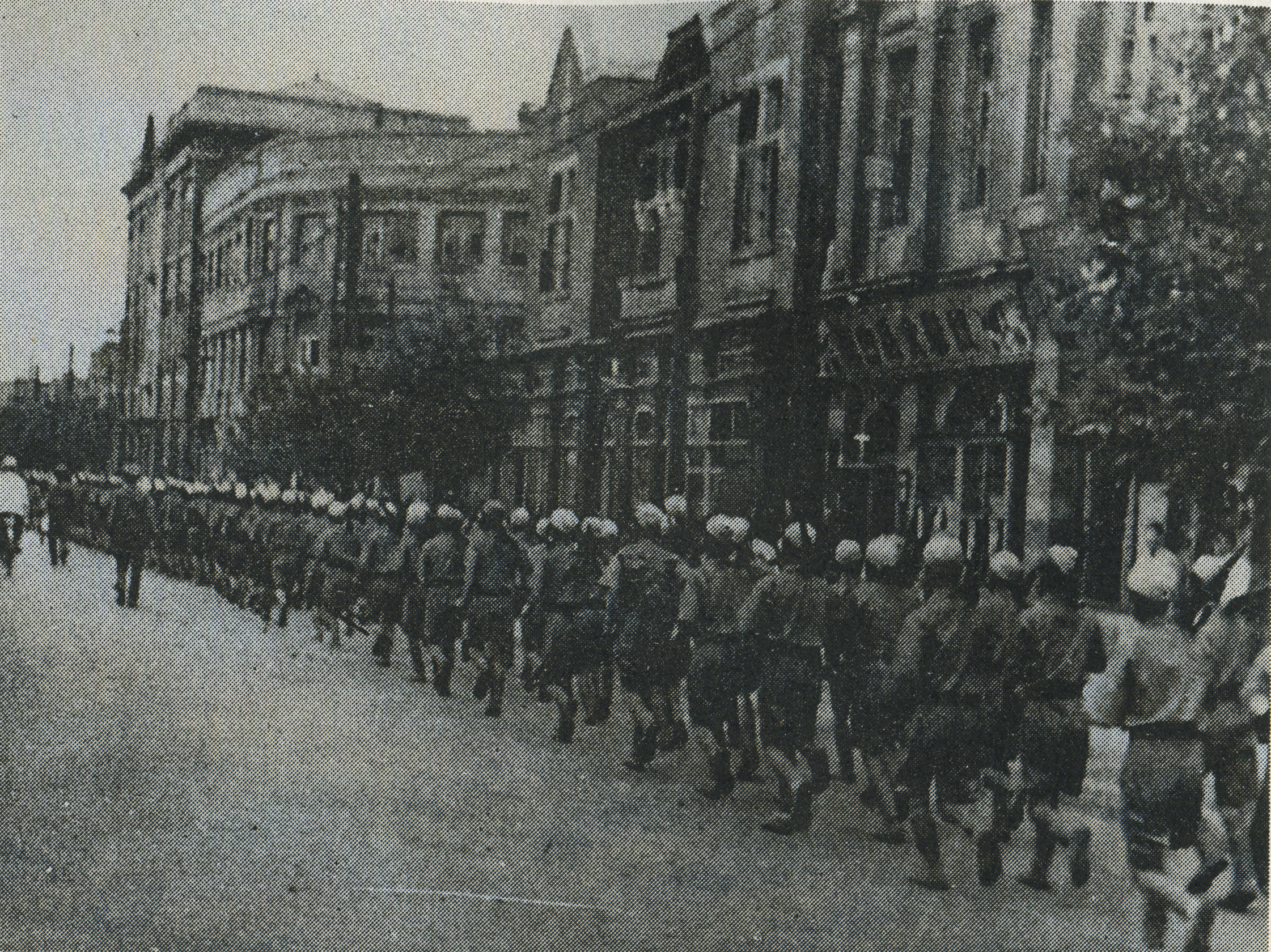
1946年5月18日，国军部队通过四平市区向北追击东北民主联军部队

1946年1月10日，中國國民黨和中國共產黨於抗日戰爭勝利後签訂國共停戰協定（第一次停战令），停止軍事衝突，規定雙方軍隊自1月13日午夜起就地停止軍事行動:2015。但在关外，东北民主联军继续攻克營口、鞍山、四平街一帶，並佔領哈爾濱。八路军由山西率四萬餘衆，分路經熱河進入東北，另有五千人攻克盤山。1月16日，停战令发布仅6日，国府撫順煤礦接收委員張莘夫被东北民主联军杀害。关内方面，八路军在熱河攻克赤举，在晉綏攻克侯馬與集寧。國民政府軍事委員會认为：自1月13日至4月3日，八路军、新四军發動大規模攻擊287次，佔13縣，陷車站30座，包圍29城。中國共產黨履行協定，但中國國民黨卻在下達停戰令前，密令軍隊「盡速搶佔戰略要點」，接着又調動軍隊進攻解放區:2015。蔣利用停戰機會，在關外，以「接收主權」為名，增兵東北，搶佔戰略要地，形成「關內小打，關外大打」，據不完全統計，從1月13日至5月20日，國軍向解放區發動大小進攻3,635次，使用兵力258萬餘人，攻佔解放區村鎮2,077個，縣城26座；在將近十個月打打談談之後，蔣認為完成全面內戰之準備:494。
1946年3月6日，國民政府照会苏联，撤军期限已过，苏军尚未完全撤退，要求苏联政府饬令“即行撤退”。3月12日，东北局电告中共中央，苏军通知将于13日撤离沈阳，希望东北民主联军“迅速攻入沈阳”，而且“凡红军撤退处都可打”。3月中旬，东北局再表示，凡苏军撤离之地，包括沈阳和四平，“我可以放手大打，并希望我放手大打”。3月13日，国军攻克沈阳，随后向南进攻本溪，向北增援四平。林彪東北民主聯軍主力30餘萬，集中於四平街附近，企圖阻止國軍前進:154。4月6日蘇聯撤軍，东北民主联军在蘇军撤退後一個半小時，對原本由中蘇共管的長春發動攻勢，並在4月8日攻克長春:202-203，国民政府认为此舉違反《一月停战令》。國軍杜聿明部自5月起在東北發動反攻:154。5月3日，國軍攻克本溪，激戰於四平街一帶，5月19日攻克四平街:154。5月22日，東北民主聯軍完全撤出長春:8057。5月23日，国军攻克长春，5月28日攻克吉林，6月5日直逼哈尔滨:154。国军因战线过长，止步于松花江。從6月5日起，在马歇尔壓力下，蔣先後向中共提出五項停战要求，中共必須退出：㈠隴海路以南的一切地區；㈡膠濟線全線；㈢承德及其以南地區，以及冀東沿海；㈣東北除黑龍江、興安兩省、嫩江省中部北部及延吉地區以外之所有各省；㈤六月七日後中共在山東、山西兩省從偽軍手中解放的一切地區；並聲明中共如不退出上述地區，則國民政府不能考慮停戰問題:494。6月6日，蔣頒發《六月停战令》（第二次停戰令）:48。
双方兵力上的对比是：中国共产党军队在1945年9月拥有61万正规军，66万地方部队和数百万不脱产民兵（另有一说这是内战开打时的数字）。以满洲国军为代表，最高峰时在编人数超过80万的伪军:31，有相当高比例又是被双方军队收编大部分加入国军，小部分加入解放军，这些改编都是在日本投降后几个月完成的。到1946年6月国军有430万人，能用于机动作战的高素质部队200－220万人:374:12:450:93。在国军中一直存在着中央系装备精良训练充分的部队，和受差别待遇、人员素质和装备水平较低、军纪较坏的杂牌部队互相敌视，难于统一指挥:33:182。

### 国民大會召开

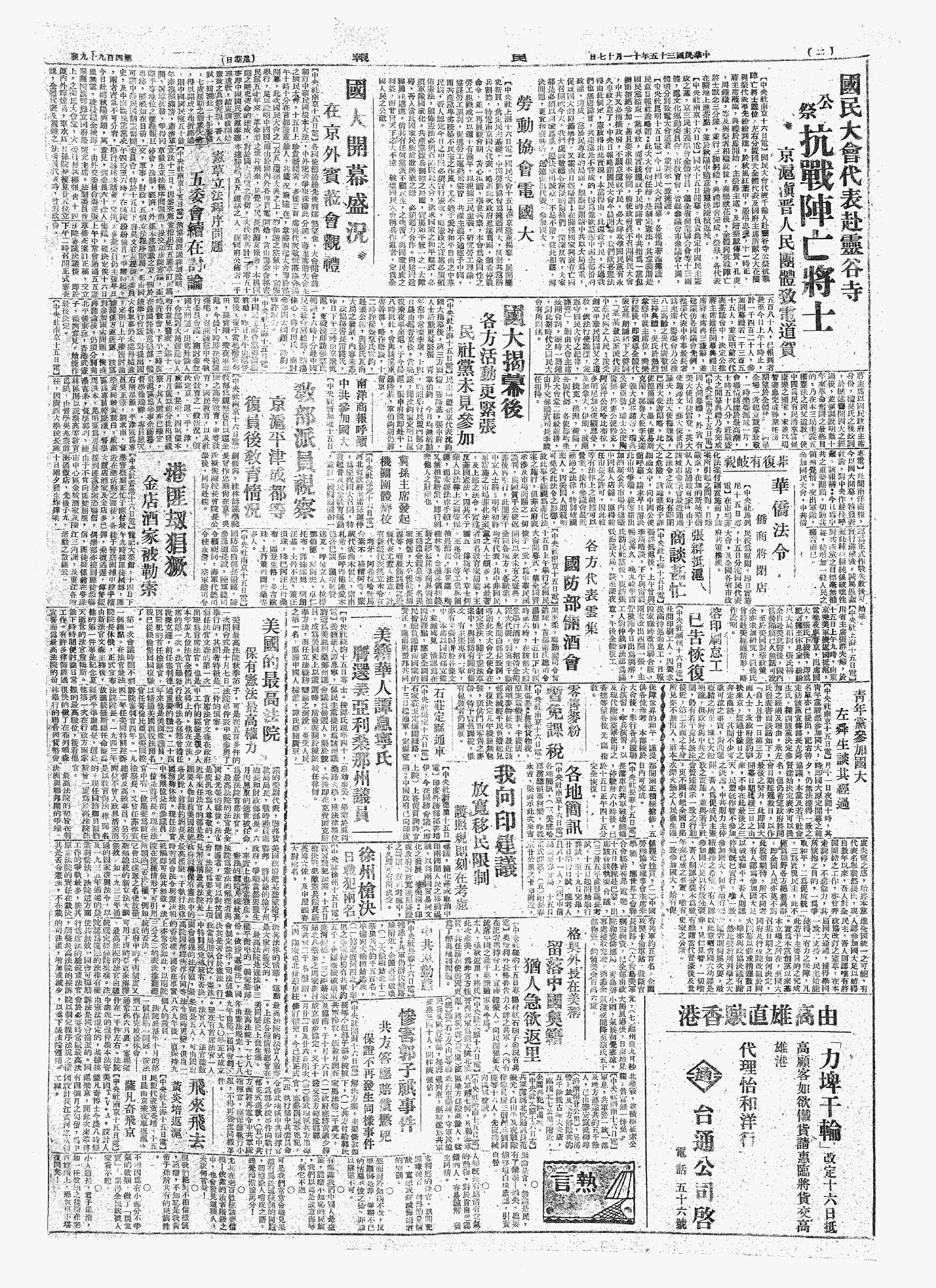
国军少校郭子祺，被东北民主联军杀害的报道

第二次停战令颁布后，1946年6月7日下午三时，东北民主联军分兵四路向国军进攻，一向法拉，一向陶赖昭，一向五棵树，一向乌拉；国军为遵守停战令未作抵抗，并退守松花江以西。9日及19日，八路军在河南堰城、修武两地，杀害了军调小组的雷奋强少校和郭子祺少校。八路军又在熱河攻克承德，在山東攻克棗莊、德州、泰安、高密，在江蘇攻克泰興及口岸鎮，在晉绥攻克聞喜、朔縣、新澤、榆次、介休等地。晋冀鲁豫野战军攻克冀南东明至考城间地区，国民政府限其于6月底前撤返6月6日前之原驻地，否则将予制裁。中共方面表示，國民政府於1946年6月26日以大舉圍攻中原解放區為起點，掀起內戰:494，公開發動全面進攻解放區:2015。停战有效期刚过，國軍在劉峙、程潛的統率下，以20萬優勢兵力攻打在湖北、河南边界宣化店被包围的李先念6萬中原解放军，李先念率部提前突围。1946年6月，蔣在美國支持下，調动160萬正規軍，向解放區發動全面進攻，解放軍反擊:472。在此期間，國民政府在其完成各項軍事部署後，於1946年6月26日，發動對解放區的全面進攻:4923。全國內戰爆發開始，蔣實行全面進攻戰略，使用其正規軍百分之八十，即193個旅，158萬人之兵力，企圖首先消滅中原解放軍，然後攻佔江蘇、安徽，再攻華北，「在三個月或六個月內解決問題」；全面進攻重點在華東戰場，並實施軍事、政治和經濟相結合，地方團隊、還鄉團等與正規軍相配合之總體戰:494。面對蔣全面進攻戰略，解放軍集中優勢兵力，在運動中各個殲滅敵人之作戰原則:494-495。1946年，中國共產黨實行總動員，公開進攻榆林、遼寧，並大舉進攻蘇北，旋又加緊破壞北寧路:49。同年夏，關內各地國軍雖迭獲勝利，东北地區由於防地遼闊，兵力不足；加以交通被东北民主联軍所破壞，乃形成被動之形勢:162。
7月，國軍5個整編師共15個旅約12萬人，企圖由南通至泰州一線向蘇中解放區大舉進攻:1489。解放軍华中野战军在江蘇中部地區粉碎國軍進犯的戰役——苏中战役，亦稱「七戰七捷」:1489。粟裕、譚震林指揮19個團3萬餘人，從7月13日至8月27日，连续作战七次，均獲勝利:1489-1490。在一個半月中，殲滅國軍6個旅及5個交警大隊，共5萬餘人:1490。7月，蔣徇調人之請，兩次頒令停止衝突，並主張召開五人小組，商談政治問題，與三人軍事小組同時進行，中國共產黨堅決反對:48。休战期间，蒋要求中共必须放弃苏北、胶济铁路、承德、古北口和哈尔滨，遭到中共拒绝:56-58。
8月，贺龙所率晋绥军区開始围攻大同:154。9月14日，傅作义的國民革命軍第三十五軍攻克集宁，解大同之围:154。10月11日，国军第三十六集团军奇袭攻克华北解放区中心城市张家口:154。正在斡旋国共冲突的民主人士梁漱溟看到国军攻占张家口的报纸后称“一觉醒来，和平已经死去。”9月17日，国军攻克苏北华中野战军基地淮阴；27日，蒋表示愿意谈判，周恩来要求恢复第一次停战令及第二次停战令生效时关内、关外中共军队之位置:735。
10月11日，国军攻克张家口，戰事雖告一段落，戰爭並未停止:75。蔣把佔領一些地方當作「勝利」，尤其是攻克張家口後，立即下令召開國民代表大會；並積極準備突襲延安，繼續向華東、晉冀魯豫、晉察冀、東北等解放區進攻，其主要戰場仍在華東之蘇北和山東:495。中国国民党坚持于1946年11月中召开制宪国民大会，而周恩来称，“国民大会一旦召开，他就回延安”。在马歇尔拒绝调停情景下，10月26日，梁漱溟代表第三方面提出一个解决方案，但经周恩来施压又撤回此案:207。11月1日，国军登陆烟台，鲁南各地相继攻克:154。11月8日，蒋颁布第三次停战令，另声明保留中共及其他党派的应有名额，中共坚持停开國民大會；政府将国民大会延期三天:747。11月15日，国民大会开幕，青年党、民主社会党（国家社会党的改名）出席，中共、民主同盟拒不参加:747。11月19日，周恩来率领中共代表团离开南京返回延安。南京仅剩下董必武等留守处人员。
四個月來，國軍佔領105座城市，卻損失32個旅，約30萬人兵力:495。

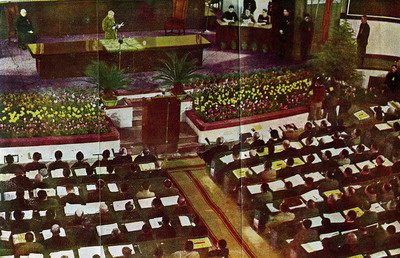
1946年制憲國民大會制定《中华民国宪法》

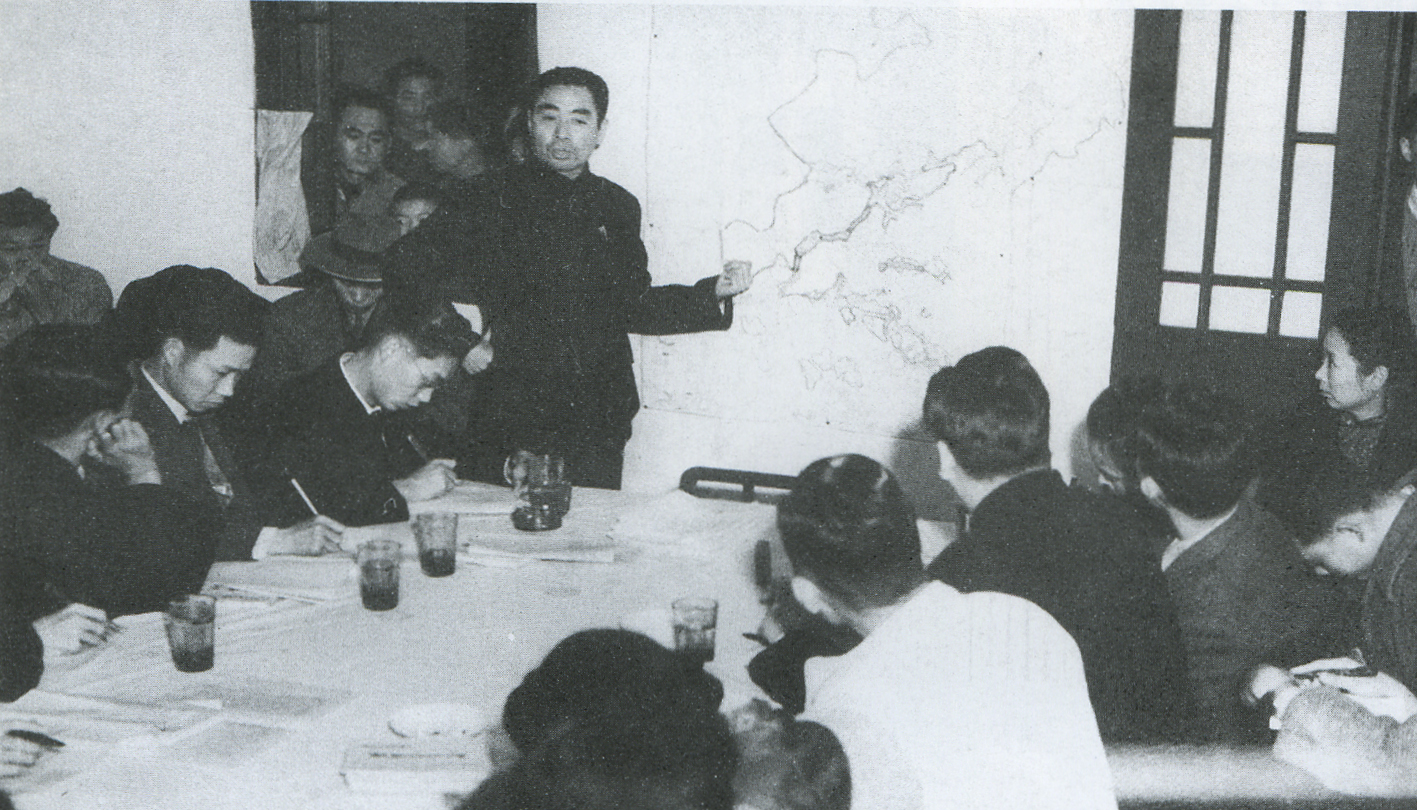
1946年11月16日周恩来在南京召开记者会，谴责制宪国大召开，宣布自己将返回延安

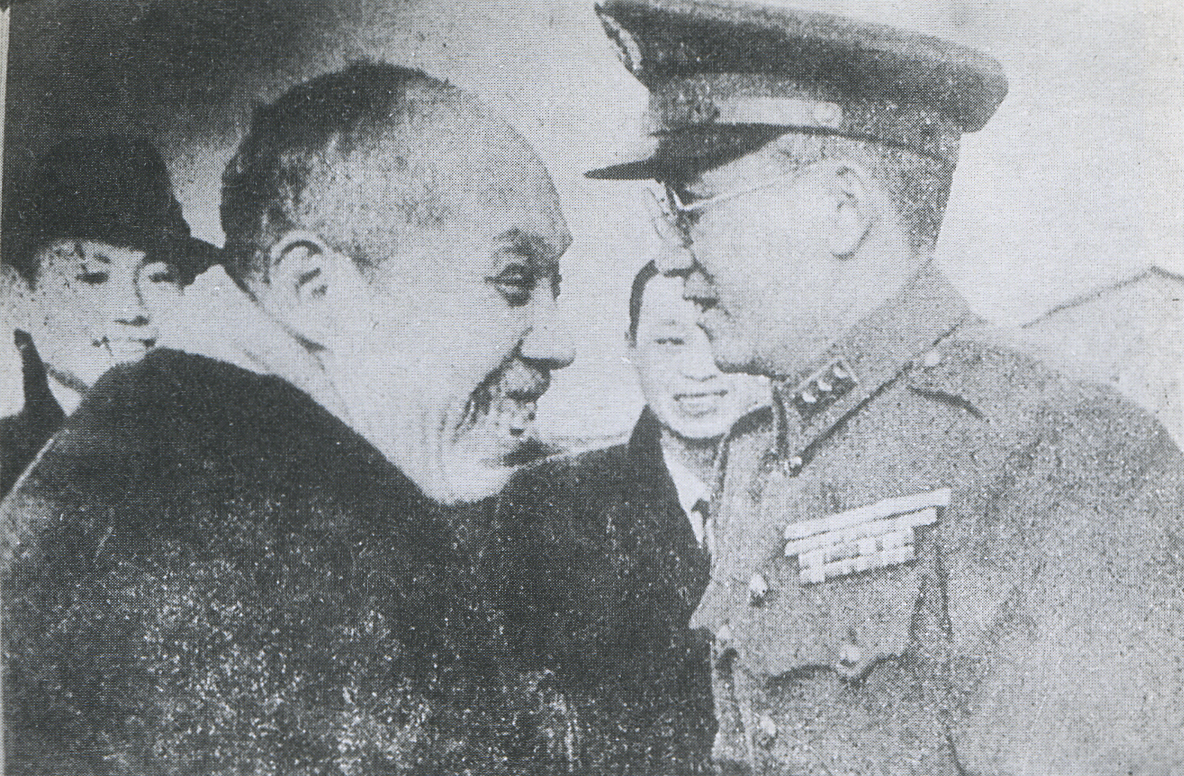
1947年3月7日，政府代表张治中在南京送董必武等中共驻京人员乘坐美飞机撤回延安

### 战争全面爆发
1947年1月1日，蒋宣布和平统一方针决不变更，中共问题仍以政治解决，政府决不关闭和谈之门，并由司徒雷登通知中共:748。中共答称，必须取消国民大会所制宪法:748。1月29日，司徒雷登声明，终止美国政府与军事三人小组及军事调处执行部的关系，美国的调处彻底失败:748。自1947年1月，马歇尔离华，国共“谈谈打打”局面结束，正式进入“全面内战”阶段:210。1月，陈毅的山东野战军，刘伯承的晋冀鲁豫野战军分向鲁南、鲁西南猛攻:749。1月，國軍進指陳毅山东野战军於魯南，由徐州綏靖主任薛岳指揮:313。初戰，國軍馬勵武、周敏英兩軍（整编第二十六师，整编第五十一师另第一快速纵队）於棗莊、嶧縣地區，為解放軍所敗（国军损失5万余人），2月間雖陳誠親赴徐州指揮（以20个旅从苏北，以3个军从鲁中，两面夹击临沂），激戰半月，臨沂遂告攻克，山东野战军終告撤退（佯败于南线国军，弃守臨沂，主力隐蔽兼程北上）:313-314。2月下旬陈毅山东野战军反於萊蕪區，將北线国军第二绥靖区副总司令李仙洲部3个军7个师约5.6万人包圍解決:314。3月，中共为示与国民政府决裂，宣布中共军队取消原有“国民革命军”之“八路军”、“新四军”等番号，一律改称“人民解放军”:210。3月底，国民政府明令驱逐中共代表:210。6月28日，国民政府最高法院检察署下令通缉毛泽东、周恩来等人:210。7月4日，民国政府举行国务会议，通过蒋提出之《厉行全国总动员勘平共匪叛乱方案》:8379。
1947年1月31日，延安總部公布1946年7月至1947年1月戰爭幾項重要統計：七個月中，共殲滅國軍56個整旅（師）、其中1月份殲國軍12個旅；斃、俘其將級軍官103名，其中俘獲87名，俘獲後逃跑4名，擊傷12名:8276。國軍攻佔解放區城市199座，解放軍攻佔國統區城市100座:8276。

### 国军重点进攻与解放军局部反攻

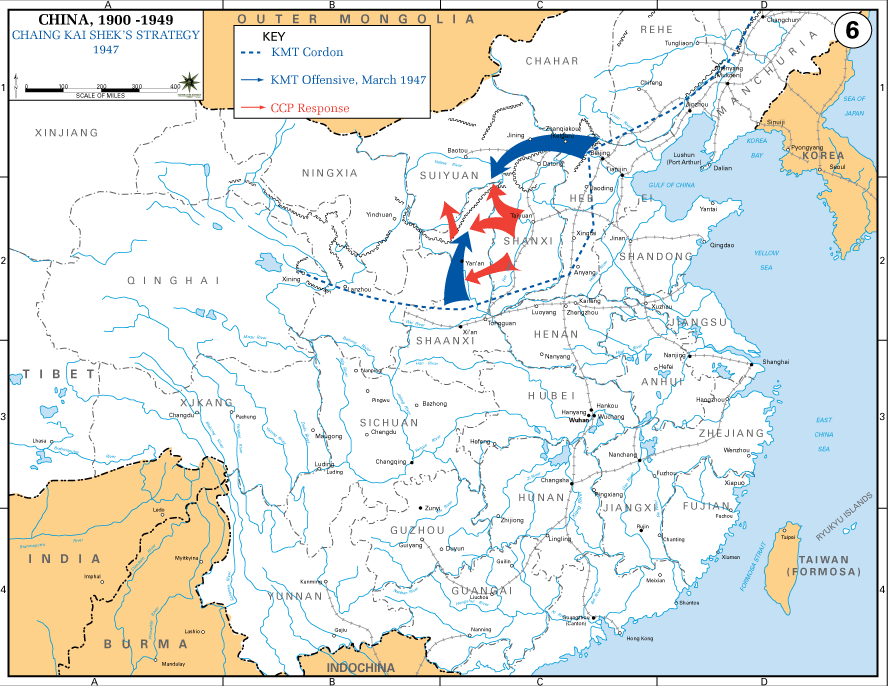
1947年全国战场战事概况

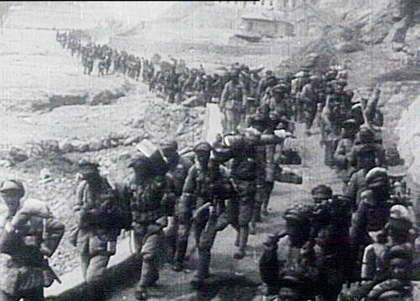
1947年3月10日，中国共产党首都留守处人员从南京返回延安3天后，国军胡宗南兵团从洛川沿成榆公路进攻延安

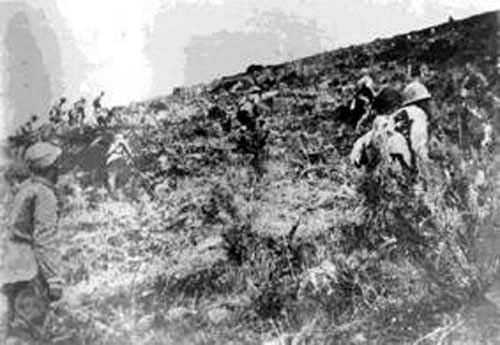
1947年5月中旬，国军整編第七十四师在孟良崮战役中全师覆没，师长张灵甫阵亡

1947年，毛泽东撤离延安。根据毛泽东的要求，中共中央机关分为中共中央前方委员会、中共中央工作委员会、中共中央后方委员会分散办公

1947年1月底，郝鵬舉率領2萬人歸附國軍:158。
1947年2月底，林彪东北民主联军渡松花江南下，5月初大舉發動猛攻，5月17日攻克懷德，5月21日攻克公主屯，孤立永吉、長春、四平街:162。3月10日，各路国军20万在西安綏靖公署主任胡宗南指挥下，分由洛川、宜川向延安进攻，陕甘宁野战集团军调动5,000兵力，憑藉地雷和伏地堡壘頑強抵抗，国军3月19日攻克延安:158。國軍称斃傷解放軍1萬6千餘人，俘虜解放軍1萬餘人:159。4月初，津浦鐵路徐州至濟南段打通，國軍包圍解放軍华东野战军於沂蒙山區:158。4月30日，據新華社統計，國軍在4月份被解放軍折損合10個半旅，奪佔國軍駐守縣城48座:8345。5月16日，華東野戰軍圍攻孟良崮，至下午5時，全殲整編第七十四師3.3萬人:8355。5月19日，蔣介石飛徐州，與顧祝同研討山東軍事，決定各部暫駐原防，全面整訓，改正戰術，準備最後決戰:8356。
自1947年5月起，解放軍徐向前华北野战军、彭德懷西北野战军開始圍攻太原，山西省政府主席閻錫山堅守:164。
6月6日，解放軍攻克熱河赤峰:162。6月16日，國軍被迫放棄安東省會:162。解放軍開始進攻遼寧瀋陽:162。6月，解放軍猛攻四平街，國軍守軍陳明仁部堅守月餘，殲敵甚眾，蔣特電嘉勉:51。6月28日，最高法院检察署下令通緝毛澤東，7月4日國民政府通過「厲行全國總動員戡平共匪叛變方案」，以對付中國共產黨:704。
戰爭第一年，解放軍殲滅國軍112萬人:4923。

### 解放軍战略进攻与国军重点防御

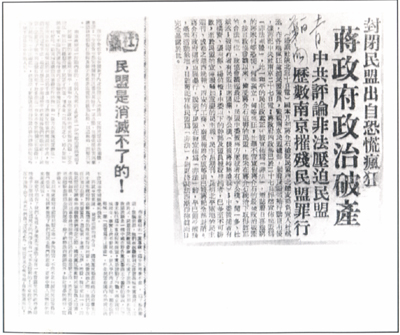
1947年10月，国民政府宣布取缔中国民主同盟，中共及民盟强烈声讨

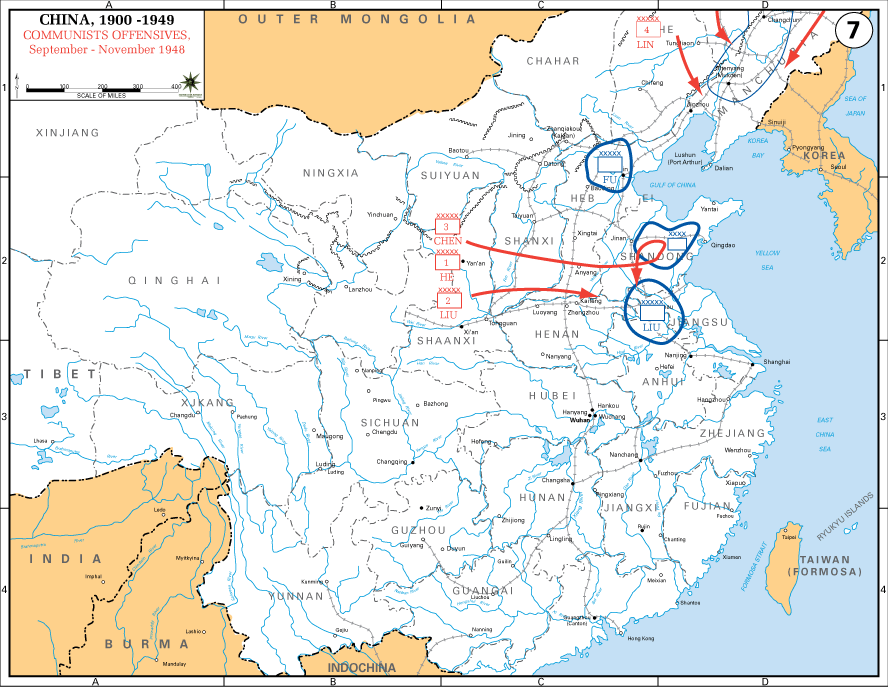
1948年全国战场战局概况

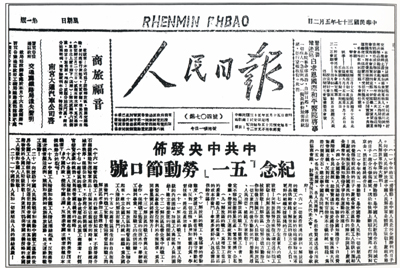
1948年4月30日，中共中央发布“五一口号”，呼吁各民主党派、各人民团体和社会贤达尽速召开政治协商会议，组建民主联合政府

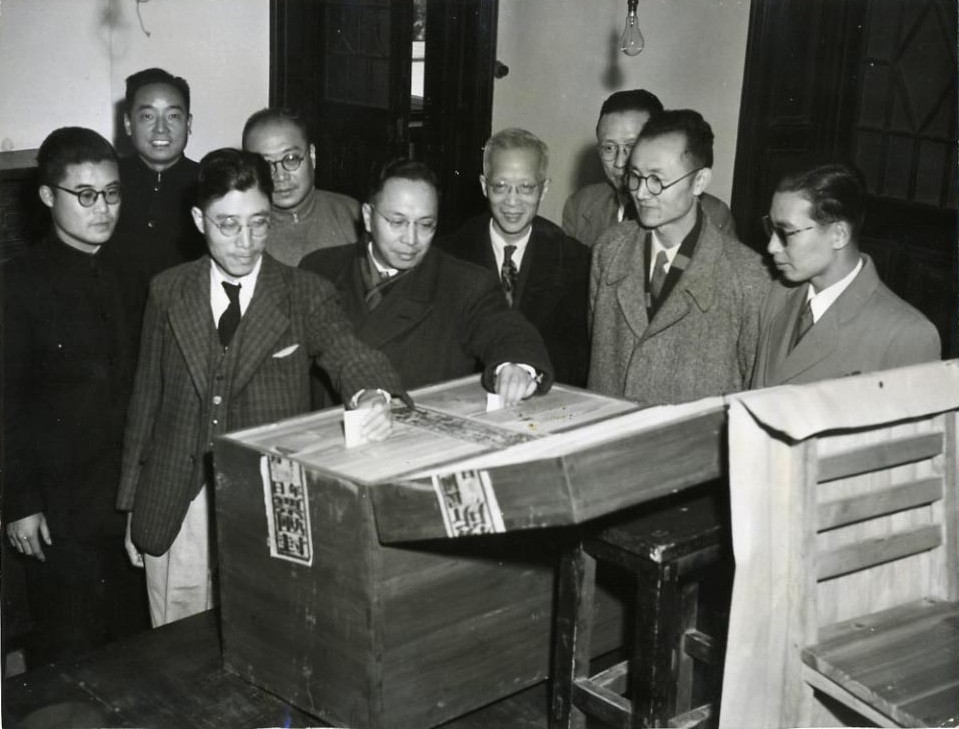
1948年，国立交通大学教授在立法委员选举中投票

1948年1月和8月，蔣先後採取分區防禦和重點防禦戰略方針:473。從1948年9月起，軍隊主力在解放軍接連發動的遼瀋戰役、淮海戰役、平津戰役中被殲滅:473。
1947年6月30日，解放軍戰略防禦轉入戰略進攻，以主力一部挺進中原，將戰爭引向國統區，在外線大量殲敵；以部分主力和廣大地方武裝繼續在內線作戰，箝制和消滅敵人，收復失地:4923。同日，晉冀魯豫野戰軍司令員劉伯承、政委鄧小平率第一、二、三、六縱隊，在地方武裝配合下，發起魯西南戰役，進軍大別山:2723。
8月，国军肅清膠濟鐵路沿線解放军:158。8月21日膠濟鐵路全線打通，8月23日國軍在河南攻克汝南、新蔡:704。8月下旬，解放軍晉冀魯豫野戰軍一部進軍豫西，晉冀魯豫野戰軍第四、九縱隊等部8萬餘人，在山西平陸、河南孟縣同強渡黃河，腰斬隴海鐵路，進擊河南西部，進而向陝南、鄂西北展開:2723。8月22日，解放军陳谢集团自豫西新安、澠池、陝縣等地分道偷渡黃河，穿越伏牛山，一度攻克嵩縣、洛寧、登封、臨汝、魯山、方城等地，遭國軍圍剿，復渡河回豫北:162。至1月底，共殲國軍近6萬人，有力配合野戰軍主力在大別山展開和陝北解放軍轉入反攻:2723。此一全面攻勢，蘇聯原不贊同，斯大林曾透過劉少奇要中共採取游擊戰爭，暫置大城於不顧，但周恩來認為發動全面攻勢之時機已經成熟，解放軍乃於全國各地對國軍展開攻勢:706-707。
此時解放軍東北有林彪东北野战军，黃河下游有劉伯承晋冀鲁豫野战军，山東東部有許世友华东野战军山东兵团，山東西部有陳毅、粟裕华东野战军，河南西部有陈赓、謝富治晋冀鲁豫野战军陳谢集团，陝西北部有彭德懷西北野战军，另有羅瑞卿、徐向前华北军区亦在華北各地攻城掠地:707。中共中央於9月1日發出《解放戰爭第二年的戰略方針》，提出「舉行全國性的反攻，即以主力打到外線去」戰略進攻方針；接着三路大軍躍進大別山，成「品」字形展開，態勢東攝南京，西逼武漢，南扼長江，瞰制中原，使蔣由進攻戰略改為防禦戰略:496。9月2日，解放軍攻克湖北麻城:705。9月底，國軍分別自龍口、煙台登陸，山東戰事告一段落:158。9月20日在安徽先後收復舒城、六安、廬江、桐城和霍山，9月24日及9月27日在山東先後攻克莒縣和龍口，10月1日及10月5日又在山東先後攻克煙臺和威海衛:704-705。
10月10日，中國人民解放軍總司令朱德、副總司令彭德懷聯名發表《中國人民解放軍宣言》:8429，發出「打倒蔣介石，解放全中國」之號令:496。主要內容是：組成民族統一陣線，打倒蔣介石獨裁政府，成立民主聯合政府；懲辦內戰罪犯；實行人民民主制度；肅清貪官污吏，建立廉潔政治；沒收官僚資本，發展民族工商業；廢除封建剝削，實行耕者治其田的制度；承認各少數民族有平等自治的權利；廢除一切賣國條約，同外國訂立平等互惠通商友好的條約:3717。同時，整黨和新式整軍運動分別在中共黨內和在軍隊中開展，提高全黨、全軍戰鬥力:4923。
11月23日，解放軍攻克安徽武穴:705。國軍11月1日在吉林攻克永吉，11月18日在湖北攻克黃梅:705。為統一指揮，國民政府於1947年11月30日任命傅作義為「华北剿匪总司令」，指揮山西、河北、察哈爾、熱河、綏遠五省軍隊:706。
1947年底，蔣不得不承認「全國各戰場皆陷於劣勢被動之危境」，於是又被迫由全面防禦轉為分區防禦，把戰略集團分別安在徐州、瀋陽、北平、漢口、西安五個中心戰場上:496。到1947年11月，美國以蘇聯不斷援助中國共產黨为由，亦恢復對國民政府援助:705。12月25日至12月28日，中共中央十二月會議在陝北米脂楊家溝召開，共有中央委員、候補中央委員以及陝甘寧和晉綏兩解放區主要負責人19人參加會議，毛澤東在會上報告《目前形勢和我們的任務》，分析解放戰爭轉入進攻後之國內形勢，指出中國人民之革命戰爭已經到達一個轉折點，總結軍隊作戰經驗，提出十大軍事原則，並進一步闡明革命政治綱領、經濟綱領和各項方針政策；會議準備在新形勢下奪取勝利:3715。
1948年，為國軍處境險惡之一年:315。從本年起，國軍在各戰場，均陷於被動:315。解放軍在東北，在山西、河北、察哈爾，在山東、河南、陝西各區，都陸續舉行反攻:315。由於解放軍全面反攻，及國軍不斷失利，於是各戰場形勢，都發生根本變化:315。
1948年1月，國民政府任命衛立煌為「東北剿匪總司令」，同時命令各省設保安司令部，確保各省治安:706。
2月下旬，陕西战场国军刘戡部，由延安撤退，轉進西安時，在宜川、黃陵之間中伏，全軍覆沒，師長嚴明戰死，刘戡自杀:315。解放軍陈谢集团再度渡河南下，3月12日攻克洛阳，復陷豫西各縣，擾及鄂北一帶，7月17日攻克襄陽:163。陈赓中原野战军陳谢集团、劉伯承中原野战军，於春、夏先後擊滅鄧縣、鎮平、內鄉等數十萬強悍善戰之民團，消除在豫、陝、鄂邊區行動之障礙:316。3月間，山東戰場膠濟鐵路西段，及周村、淄川、博山、威海衛等，全為解放軍許世友、譚震林华东野战军东部兵团攻克:315-316。
國軍亦於撤退途中，損失甚重，從此渭河以北地區，無力控制:315。4月27日，濰縣之第九十六軍覆沒，軍長陳金城被俘:316。
5月，渤海膠東魯中三個戰場，解放軍把它連成一片，濟南完全陷於孤立:316。
劉陳所部與粟裕华东野战军會攻開封，守將李仲莘戰死，攻克開封，中原戰場儲備之武器糧草盡為解放軍所奪去:316。別路粟裕华东野战军，於6月23日攻克开封，整編第六十六師師長李仲莘陣亡:163。華東野戰軍第十縱隊、中原野戰軍第一、第三縱隊阻擊胡璉部于上蔡以北，華野山東兵團包圍兗州蘇北兵團攻克海州以西:316。6月26日，開封復被國軍邱清泉、孫元良兵團所攻克，追剿华东野战军於黃泛區，激戰十餘日，解放軍傷亡近8萬人，乃向隴海鐵路以北退卻:163。開封郊外國軍與解放軍發生激戰:55。繼而华东野战军伏擊區壽年兵團於睢陽，區部損失甚重，區壽年被俘:316。至7月1日全殲區軍團:316。
在軍界，有李宗仁、白崇禧一派之桂系，仍然自樹勢力:724。為統一華中各省軍事，6月底成立「華中剿匪總司令部」，命白崇禧為總司令:708。
6月30日，邱清泉部第五軍自豫東杞縣被中原野戰軍圍困之區壽年、沈澄年部，國共兩軍展開激戰；為保障粟裕、陳士榘、張震所部之睢杞作戰，中原野戰軍於是日起至7月1日在西平以西阻擊國軍吳紹周兵團，並予之以重大殺傷，迫使邱清泉整編第十八兵團向吳紹周兵團靠攏:8629。解放軍自攻克開封後，一方面學會攻城戰術，一方面增強攻堅信心:316。於是解放軍之戰略戰術，都獲得重大修正:316。
山東兗州為解放軍攻克:55。劉伯承中原野战军於攻克開封後，旋即進襲襄樊，7月16日，攻克襄樊，守將康澤被俘，鄂西北盡攻克:316。至此國軍中原戰場防禦體系，已支離破碎:316。7月以後，形勢日趨嚴重:164。
毛泽东在1948年8月称“解放战争好像爬山，现在我们已经过了山的坳子，最吃力的爬坡阶段已经过去了。”:135晉冀察邊區和冀魯豫邊區已經打通，到8月間合併為華北解放區，而且到7月以後，華北、華中兩解放區已在江淮河漢間造成併肩作戰之整體:708。兩年內戰後，蔣190萬正規軍被分別牽制在東北、華北、華東、中原、西北五個戰場上:497。

## 国共決戰

### 三大戰役

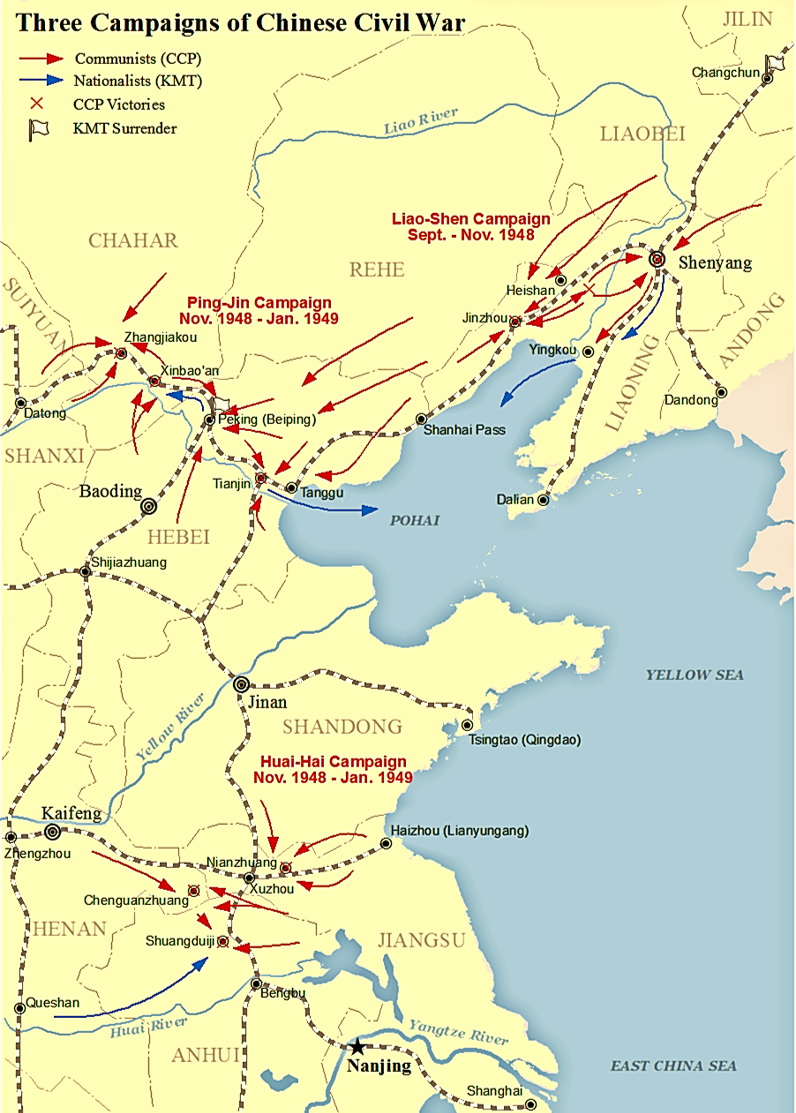
1948年至1949年辽沈战役、淮海战役、平津战役战局概况

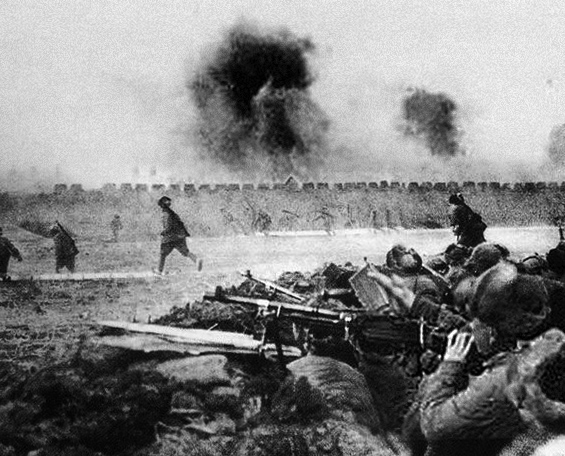
解放军东北野战军進攻錦州城垣

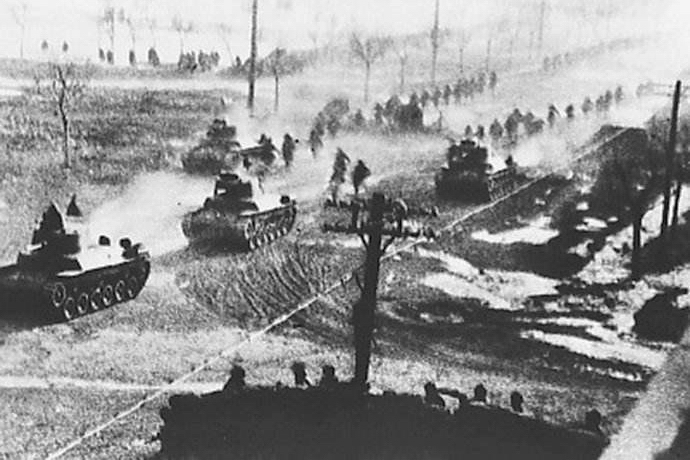
解放军東北野战军在日制九七式中战车掩护下向沈阳沿线进攻

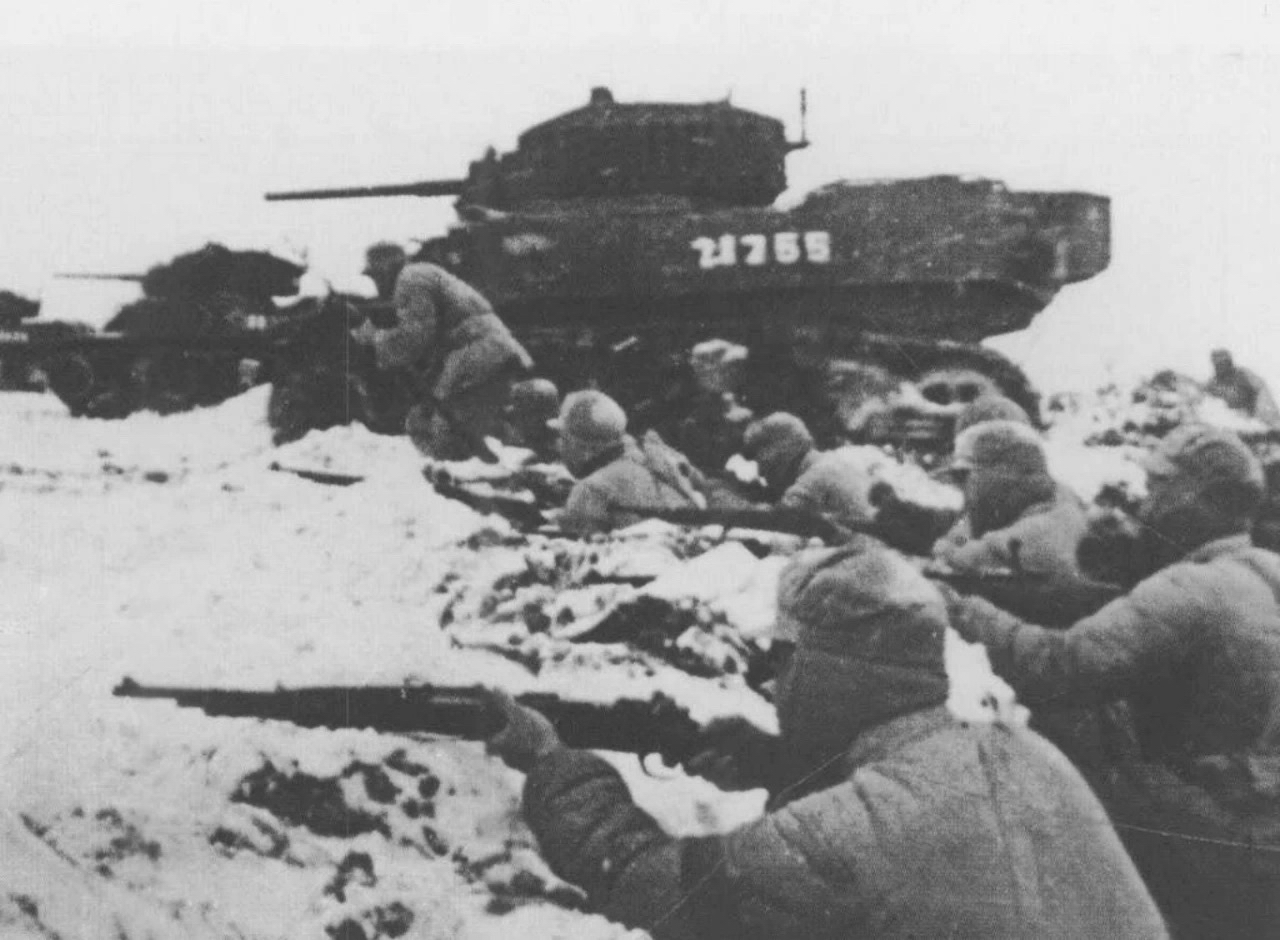
淮海战役中，解放军华东野战军坦克部队使用美制M3A3斯图亚特坦克配合步兵攻击

戰爭第二年，解放軍殲滅國軍152萬人，並攻克大批國軍重點設防城市，為與國軍戰略決戰創造條件:4923。
蔣於1948年8月上旬召開南京軍事會議，決定實行重點防禦戰略方針，並準備撤出東北，確保華中，企圖收縮戰線，集中兵力，依托戰略要點之堅固陣地堅守防禦，同時組成強大兵團機動作戰，以攻為守；為此，裁並綏靖區，減少機關，擴大機動兵團，並在大後方加緊二線兵團編組訓練:497。國軍不斷失敗，軍事上及政治上信心逐漸動搖，加以金圓券改革不過一月，即又開始貶值，於是敗北主義更加盛行於文武百官之間:316。在戰略指導上，蔣以中原戰場為全戰局之樞紐，為集中兵力確保華中，決定堅決保持三角（即徐州、漢口、西安）、四邊（即隴海鐵路、兗州以南津浦鐵路、鄭州以南之平漢鐵路及寶雞至成都公路）、十三點（即開封、鄭州、濟南、商邱、南陽、襄陽和樊城、確山、信陽、漢中、安康、鍾祥、宜昌、合肥），形成東西呼應:497。
1948年9月16日，解放軍集中兵力10餘萬圍攻济南，因國軍整編第九十六軍吳化文部叛變，至25日攻克:163。第二綏靖區司令官兼山東省政府主席王耀武被俘:56。陳毅、粟裕华东野战军圍攻濟南，正當戰事發展至高潮時，吳化文軍在城外陣前譁變投向中國共產黨；濟南國軍所部10餘萬人全部解甲:316。1948年9月至1949年1月，解放军連續進行在遼瀋、淮海、平津三大战役，基本上殲滅國軍主力，解放長江中、下游以北地區:4923。
1948年春，林彪東北人民解放軍連續在東北發動七次攻勢，2月7日攻克遼陽，2月26日攻克營口，3月14日攻克四平街，3月19日攻克永吉，國軍集中兵力堅守長春、瀋陽、錦州三個地區，補給全賴空運接濟，因運輸量有限，三地食糧燃料奇缺，長春每日餓斃者不下百人:162。
9月中旬，东北人民解放军猛攻锦州及義縣，企圖切斷國軍關內外聯繫:317。東北剿匪總司令衛立煌貽誤戎機，大為解放軍所乘:162。
10月16日，解放军攻克锦州，東北剿匪副總司令范漢傑、兵團司令盧濬泉及所部數萬人，除傷亡外，全部被俘；10月17日，長春守軍第六十軍軍長曾澤生，率所部投向中國共產黨:317。10月18日蔣飛臨瀋陽，指示東北作戰計劃，仍未能迅速挽回頹勢；10月23日，解放軍攻克長春，東北剿匪副總司令鄭洞國被俘:162。新編第七軍軍長李鴻等亦率部投降；10月28日，廖耀湘兵團在彰武打虎山被圍殲，廖被俘:317。
11月2日，解放軍攻克瀋阳，衛立煌先期飛北平，部分國軍突圍撤至营口，經海運南下，东北盡失，國軍先後犠牲精銳達30萬人:162。國軍自瀋陽、營口撤出東北:56。瀋陽守軍周福成，率部投向中國共產黨；接著解放軍相繼開入東北各要津:317。
先是國軍鑒於東北全盤失敗，故將關內各戰場孤守據點之兵力儘量撤回，以圖縮短戰線；秋後，鄭州至連雲港間各孤點盡行放棄，準備退守江南；但中途遭解放軍牽制，以致行動暴露:317。11月，解放軍進攻徐州:56。國府任命劉峙為徐州剿匪總司令部總指揮，自動放棄鄭州、開封等據點，調動40萬重兵與之決戰:163。
11月初，粟裕华东野战军及劉伯承中原野战军兩向徐蚌（淮海）地區發動攻勢:317。雙方大戰展開，因國軍彼此缺乏聯絡，未能盡量發揮作戰功效:163。黃百韜兵團原定11月5日開拔，向大運河以西撤退:305。11月8日，第三綏靖區司令何基灃、張克俠率部譁變:317。遂致國軍在徐州北部防線開了一個缺口，由山東南部地區南下之解放軍华东野战军，便輕易迅速通過缺口，於11月9日直插到徐州東側，擋住黃維兵團退路:305。夥同原在南面之陳毅主力，對黃百韜兵團兩面夾擊:306。11月14日，東線黄百韬兵团被解放军华东野战军包围於碾庄附近:163。11月22日，江蘇邳縣之碾莊失守，司令官黃百韜自殺殉職:57。
當碾莊戰役惡化時，國府急調華中黃維兵團（約12萬人）趕往支援；黃維部行至濉溪县雙堆集:317。11月24日起，杜聿明指揮邱清泉、孫元良兩兵團，由徐州出動，連續幾天向南攻擊，由於解放軍憑藉工事，頑強抵抗，進展緩慢；由固鎮北攻之李延年兵團，情形也一樣:325。12月1日，蔣召見第十二兵團副司令胡璉，令其立即飛赴雙堆集，協助黃維指揮:8741。
11月27日，南線黄维兵团被解放军中原野战军包围於蒙城、澮河、渦河之間双堆集，至12月6日所部瓦解，黃维被俘，副司令官胡琏突圍以出:163。12月15日，除胡璉率領一部突圍抵蚌埠外，黃維兵團全部被殲:317。
11月30日，杜聿明率邱清泉、李彌、孫元良3個兵團及徐州機關和部分青年共30萬人向徐州西南方向撤退:8740。12月1日，徐州剿匪副總司令杜聿明率孫元良、李彌及邱清泉等兵團向西轉進:317。徐州國軍為避免包圍，於12月2日自動棄城南撤，至永城東北之青龍集、陈官庄間地区，遭粟裕麾下解放军华东野战軍30餘萬要擊，傷亡極眾:163。
12月6日當晚，孫元良兵團全部被打垮；孫元良和兩個師長突圍而出，兩個軍長、師長被俘，部隊大部潰散，勉強收容幾千人，編成一個師，撥歸邱兵團第七十二軍；自12月19日起大雪紛飛，一直下了十多天，空投大受影響:338。時值天氣嚴寒，連日雨雪，加以國軍掩護大批隨行難民，接濟困難，遂感不支:163。1949年1月6日，解放軍看見招降無效，就發動猛烈總攻:338。苦持至1月10日，解放軍挾大规模兵力進攻，國軍陣地卒被突破，徐州剿匪總司令部副總司令杜聿明被俘，兵團司令邱清泉身亡，李彌、孫元良等突圍以出:163。解放軍使用运动战进攻突破國軍人海战术陣地，李彌、孫元良全军覆没仅以身免。国军所部连机关眷属共40萬人，除戰鬥身亡外，全部解甲:318。此役，雙方參戰人員共100多萬人；經2個月以上之激戰，國軍所有精銳部隊，損失幾盡:318。解放軍總共傷亡13.4萬人。自此以後國軍陷入於絕對劣勢中:318。解放军乘勢往南攻克蚌埠、臨淮等地，進而威脅南京:163。

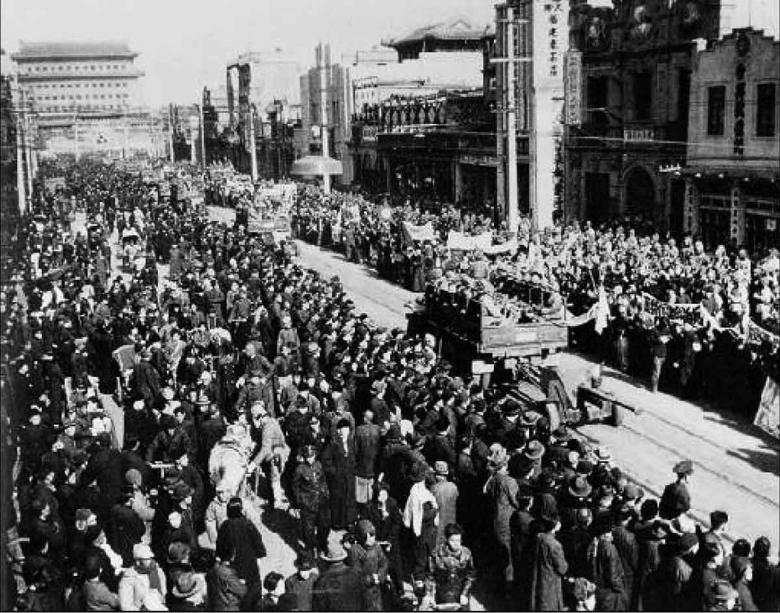
中国人民解放军和平开入北平，平津战役结束

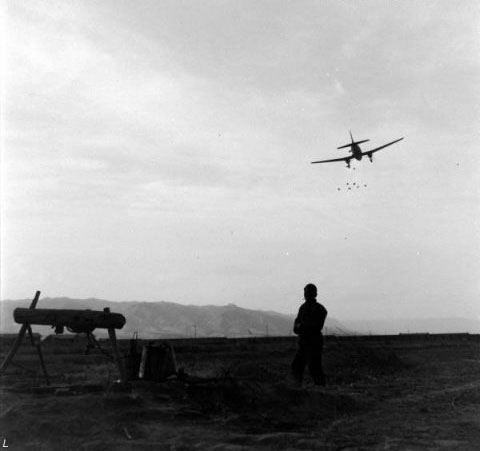
1949年，中华民国空军向太原守军空投物资，此时太原已成为孤城

1948年底，东北野战军數十萬精銳進入關內，合聶榮臻华北军区、賀龍陕甘宁晋绥联防军区等部解放軍，以近百萬之眾對北平、天津採取大包圍形勢:163。1949年1月7日，解放軍開始猛攻天津，國軍警備司令陳長捷部奮力抵抗，至1月15日攻克天津城，解放軍死傷在萬人以上:163。解放軍對天津經過29個小時激戰，於1月15日殲敵13萬，俘虜陳長捷，攻陷天津:260。
時傅作義以所部精銳損失重大，又鑒於淮海戰役失利，故信心開始動搖，戰事演變至此，已有孤城落日之象:318。
繼天津失陷之後，傅作義在中國共產黨多方遊說下，率所部30餘萬人並將北平、察哈爾和綏遠地區，先後交予中國共產黨:318。1月22日，華北剿匪總司令傅作義與中國共產黨成立「北平和平解放」（国方称“北平局部和平”），解放军無阻进入北平，除少數學人事先由國府派飛機接運至南京外，國府官員多未能及時撤出:163-164。於是長江以北，除武漢一隅外，完全易幟:318。
1949年1月15日，中共中央军委发出《关于各野战军番号按序数排列的指示》，将解放军西北、中原、华东、东北野战军依次改称为第一、第二、第三、第四野战军，各纵队改编为军。

### 渡江戰役

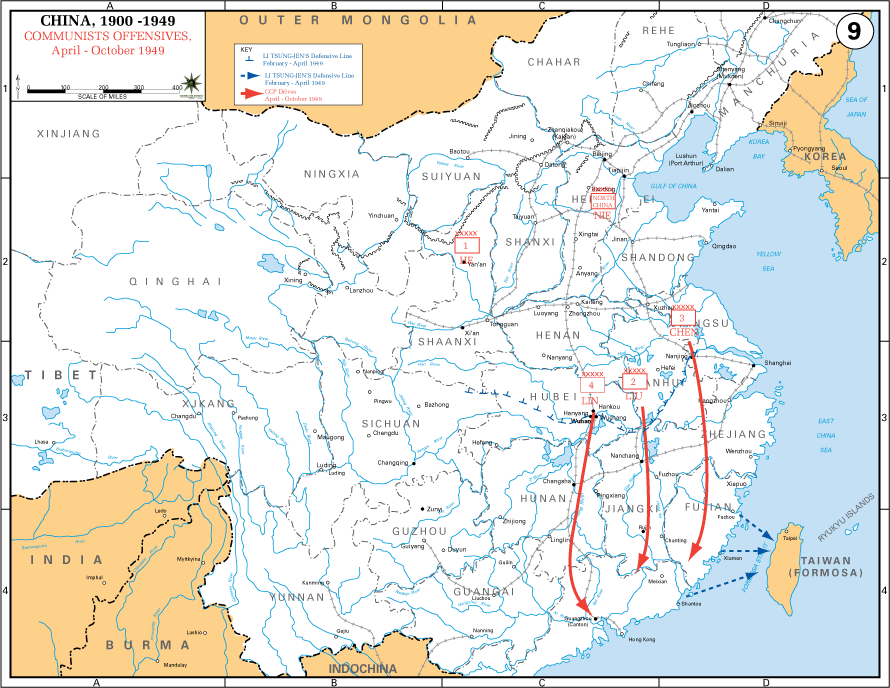
1949年4月至10月中国战场战局概况

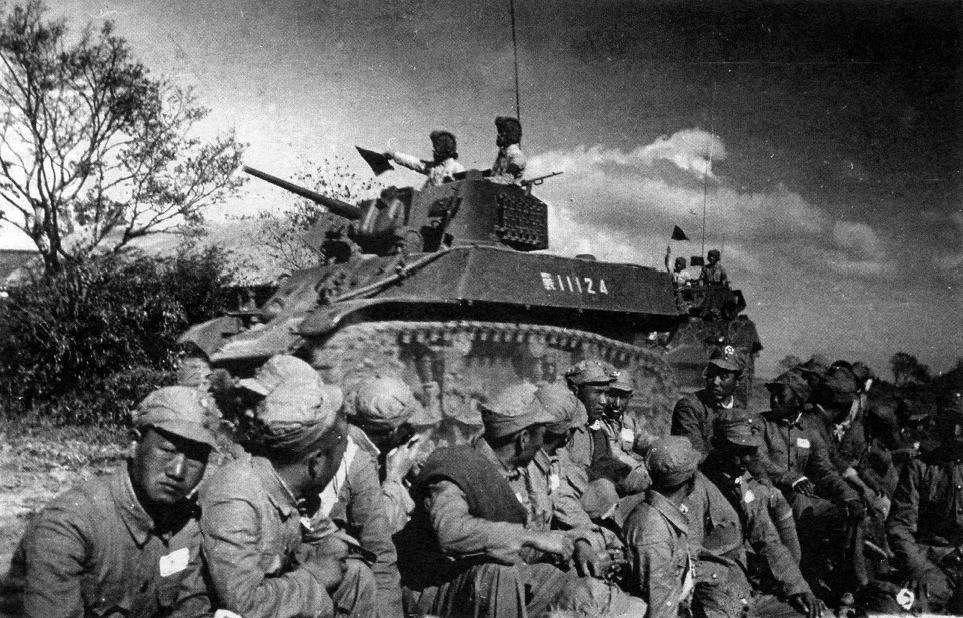
1949年，解放军装备的美制M3A3斯图亚特坦克在长江附近行军

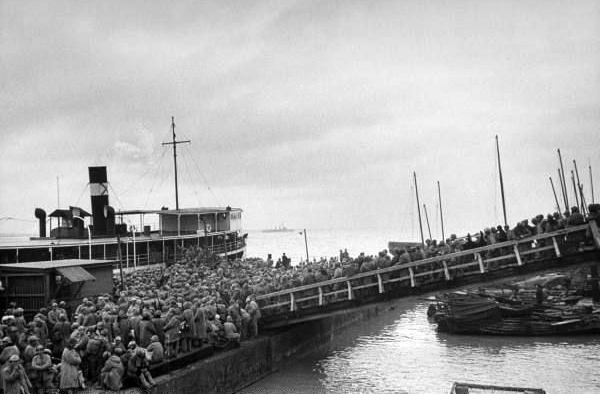
1949年，国军在吴淞上船撤往台湾

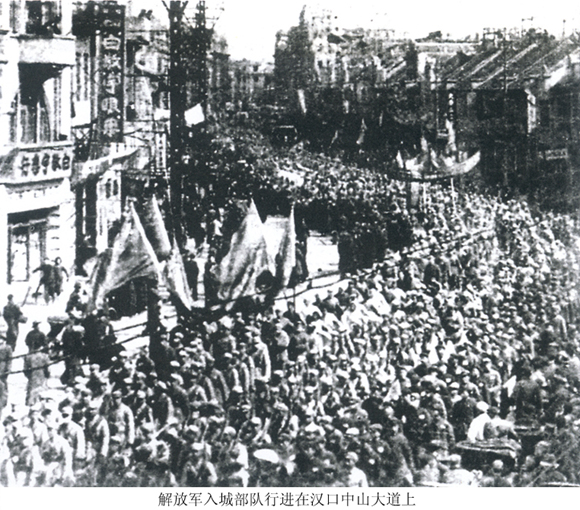
1949年5月16日，解放军进驻汉口

1949年1月，蔣召集陸、海、空軍將領會議，指示以戰求和之方針，應隨時提高警覺，免被共產黨所乘:57。是年初，由於各戰場軍事逆轉，已非人力所能改變，加以政治情勢迫促，為適應和談要求，蔣於1月21日宣佈引退，由副總統李宗仁代理職務；惟其大勢已去，人心瓦解，城下之盟，又非國府所能接受:318。
2月5日，行政院迁移廣州办公，南京只保留代总统办公室:169。3月，中共中央召開七屆二中全會，決定奪取全國勝利及其以後之基本政策:4923。4月1日，張治中等飛抵北平，4月5日上午9時「和談」預備會議開始:169。4月15日，和談第二次正式會議，周恩來將修正後之《國內和平協定（最後修正案）》，限張治中等4月20日簽字，並表示不論戰爭或和平，屆時解放軍一定渡過長江:169。4月20日，中國國民黨中央常務委員會發表聲明，指斥中國共產黨之《国内和平协定（最后修正案）》歪曲事實:170。國府最後拒絕簽訂和平協定:4923。4月21日，中共中央军委主席、中国人民革命军事委员会主席毛澤東和中國人民解放軍總司令朱德發佈總攻擊令（《向全國進軍的命令》），於是解放军第四野战军、第一野战军，亦分別對武漢及西安進攻:170。地下党组织江阴要塞起义，要塞司令戴戎光投向中國共產黨，解放军遂在荻港渡過長江南下:59。4月22日，解放军第二野战军攻克蕪湖:172，4月23日，解放军第35军进入南京城:4923。接著，解放軍分路追殲國軍殘餘部隊:4923。同日，国军撤离南京，李宗仁置一切职责于不顾，飞往桂林:170。李宗仁遲遲不至廣州處理公務:171。4月24日，太原城破，國軍巷戰慘烈，負傷殺敵者有之，與樓共焚者有之:164。4月底，解放军第四野战军直趨武汉:173。
5月4日，解放军第三野战军攻克杭州:172。同日，李宗仁返抵廣州:171。5月14日，林彪、羅榮桓等指揮第四野戰軍先遣兵團第四十三軍，在武漢以東團風至武穴間100多公里地段上強渡長江；次日，第12兵團突破團風至田家鎮國軍江防陣地:8912。5月15日，華中軍政長官白崇禧移衡陽辦公:173。國軍撤守武漢:59。5月16日，解放軍四野第12兵團第四十軍攻克漢口，武漢國軍第五十八軍及警備部隊均撤走；同日夜，攻克大治、鄂城、陽新等城:8916。5月17日，解放军四野第四十軍攻克漢陽、武昌；同日，第12兵團第四十三軍攻克九江:8917。5月20日，国军胡宗南部撤离西安:174，隴東各地盡為解放军所有:174。5月21日，解放军第二野战军攻克南昌:173。解放軍第三野战军圍攻上海，解放军傷亡近6万人；至5月27日，國軍主動向舟山、台灣方面撤退:172。
6月1日，國軍撤離崇明島，解放軍攻克江蘇:519。6月2日，解放军攻克青岛；國軍劉安琪第二十一兵團在美軍撤出青島後，登艦往台灣基隆；同日，青島市軍事管制委員會及人民政府成立；向明為軍管會主任，賴可可、譚希林為副主任，馬保三為青島市市長:8932-8933。6月3日，以解放軍攻克太原，青島已失去軍事價值，加以孤懸華北，防守不易，國軍自動放棄，全部軍民物資撤至台灣，解放軍遂據有整個華北:164。6月5日，廣東省政府派第四編練司令官歐震兼任廣東省保安司令部代司令；國軍增防江西吉安，在陝西寶雞成立前進指揮所:8935。7月16日，解放军第四野战军攻克宜昌:173。長沙外圍展開爭奪戰:60。7月26日，攻克株洲市；7月29日；攻克常德:173。7月底，解放军第一野战军20万人入甘肅:175。
1949年8月1日，湖南省政府主席、国军第一兵团司令陳明仁与長沙綏靖公署主任程潜通電歸附中國共產黨:173。8月5日，国府任命黃為湖南省政府主席，自動放棄长沙，集中國軍於衡陽附近；8月16日，解放軍第二野战军攻克贛州:173。8月17日，解放軍第三野战军攻克福州:173。国府任命湯恩伯主持福建軍政，湯氏集中主力於厦門:173。8月23日，蔣鑑於局勢嚴重，飛往廣州，與李宗仁、閻錫山等籌劃戰守事宜；8月24日，蔣飛重慶，主持西南軍政人員會議:174。國軍失守蘭州:61。
9月，龍雲在雲南發動政變，雲南省政府主席盧漢飛往重慶謁見蔣報告雲南省情況:61。9月1日，國軍羅廣文部增防隴南，支援胡宗南，加強陝南防禦力量；國軍胡璉兵團重占興寧，加強防衛汕頭、廈門:9001。9月2日，國軍重占粵東普寧、隴南禮縣:9002；解放军攻克西寧:175；解放軍第十九兵團分三路進攻寧夏：北路由蘭州出發，沿黃河西岸，經景泰、營盤水一線進軍中衛；中路沿黃河東岸經靖遠，向中寧前進；南路於9月10日由固原地區出發，進軍中寧:9002。白崇禧在衡陽指揮所部署決戰計劃，企圖誘殲衡陽以東解放軍，達成持久作戰之目的，即集結有力兵團，於粵漢路南段，引誘解放軍於衡郴地區包圍殲滅；9月9日起以張淦兵團向汝城、桂東、安仁一線反攻，是日國軍克資興、汝城附近之文明:9006-9007；9月10日，國軍在番禺附近擊敗解放軍游擊隊:9007。9月11日，西北軍政長官公署及防守景泰、靖遠之第九十一軍、第一二〇軍等部於蘭州失守後，沿河西走廊西撤，是日到達張掖:9007；空軍出動大批飛機猛炸上海、杭州:9008。9月2日，解放軍第六十四軍進軍寧夏途中殲敵一個騎兵團，攻克同心縣城；解放軍攻克青海北部亹源、大通縣城:9008。9月，解放军在衡宝战役、广西战役中消灭白崇禧集团主力:173。9月20日，解放軍分三路來攻厦門，傷亡慘重:173。9月21日，綏遠省政府主席董其武通電投向中國共產黨:175。9月25日和9月26日，新疆警备总司令陶峙岳和新疆省政府主席鮑爾漢，接受中国共产党提出的八项和平条件，率领所部7万余人在迪化分别通电歸附中國共產黨，新疆不戰而和平易手；9月28日，解放军第一野战军攻克銀川:175。
1949年10月5日，解放军攻克韶關:173。10月8日，解放军攻克衡陽:175。10月12日，国府宣佈自本日起西迁重庆辦公，廣東省政府則移設海南島；10月13日放棄廣州，至10月底廣東為解放军所攻克；10月17日，國軍主動放棄廈門，集中兵力固守金門:173。

### 中华人民共和国的建立

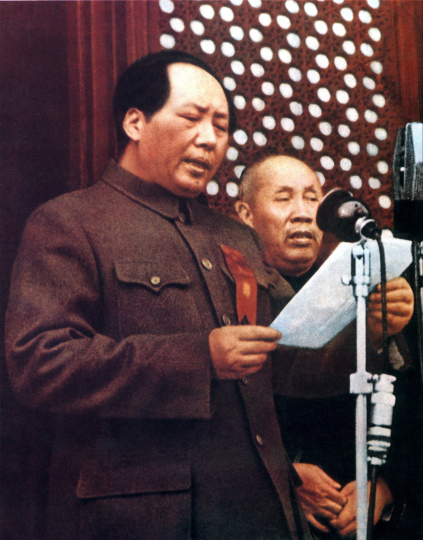
中央人民政府主席毛澤東在北京天安門城樓上宣布中華人民共和國中央人民政府成立

在解放军全面进军的同时，1949年9月21日至30日，中国共产党与中國民主同盟等民主党派及各界代表在北平召开中国人民政治协商会议，会议决定建立新政權，按照《中国人民政治协商会议共同纲领》。1949年9月27日，中國人民政治協商會議第一屆全體會議通過中國首都定於北京（由北平改名）；以後中國歷次憲法均規定「中華人民共和國首都是北京」:3716。並通過中華人民共和國國旗為五星紅旗，以後歷次憲法均作同樣規定:3715。同時決議：在中華人民共和國國歌未正式制定前，以《義勇軍進行曲》為中華人民共和國國歌:3716。
1949年10月1日，中国共产党在北京成立政权，称为「中华人民共和国」:61。下午2时，中华人民共和国中央人民政府委员会举行第一次会议，按照《中国人民政治协商会议共同纲领》，毛泽东就任中央人民政府主席，朱德、刘少奇、宋庆龄、李济深、张澜、高岗就职为中央人民政府副主席，周恩来就任中央人民政府政务院总理兼外交部部长，朱德就职为中国人民解放军总司令。下午3时，开国大典正式开始。毛泽东在天安门城楼上宣告中華人民共和國中央人民政府成立。
10月9日，中国人民政治协商会议第一届全国委员会第一次会议召开。马叙伦、林伯渠等提议，将10月1日定为国庆日。12月2日，中央人民政府通过《关于中华人民共和国国庆日的决定》，规定每年的十月一日为国庆日。

### 解放军进军东南

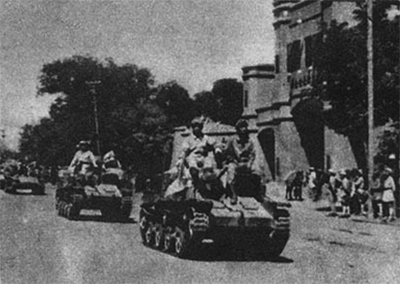
1949年，中国人民解放军第一野战军占领兰州后进驻国军西北军政长官公署

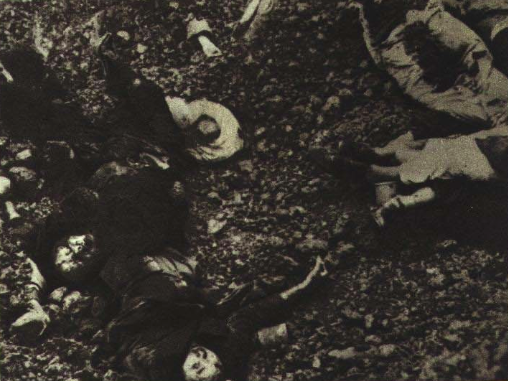
1950年，位于重庆的中美特种技术合作所内的尸体。国府在败退前集体处决其监狱内的政治犯和中共俘虏

1949年10月23日，解放军发出进军川黔的作战命令。10月25日，解放军第10兵团就準備挾勝攻金門；攻方7個主力團共2萬人，而守方李良榮第二十二兵團也有2萬人:10。解放军第28军3个团9,000余人自古寧頭登陸，遭国军圍殲，為年來戰爭國軍之最大勝利:173。

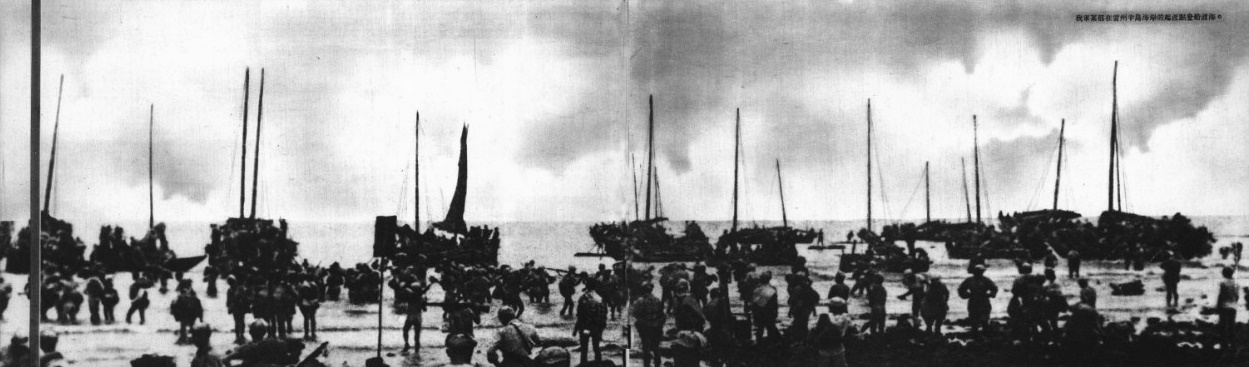
1950年初，解放军发动海南战役，解放军登船准备渡过琼州海峡

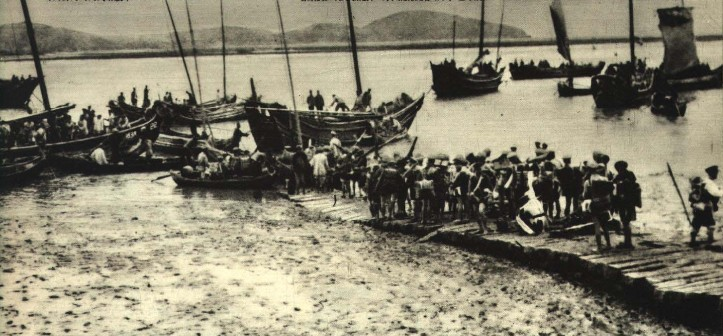
1950年末，解放军在浙东沿海备战

1949年8月，解放軍發動舟山群島戰役。11月3日，第三野战军登陆浙江舟山群島中的登步島时再次失利，被國軍殲敵3千。11月6日，國軍稱登步島大捷:62。11月10日，毛澤東給第三野戰軍、華東軍區副司令員粟裕電報，並告司令員陳毅、政治委員饒漱石，部署定海作戰：「舟山群島共有敵軍五萬人，並有頗強的戰鬥力，你們以兩個半軍進行攻擊是否足夠？鑒于金門島及最近定海作戰的兵力，部署，準備情況及攻擊時機等項問題。如果準備未周，寧可推遲時間。提議你們派一要員直赴定海附近巡視檢查一次。」:137
1949年12月31日，毛澤東同意努力爭取進攻海南島，以充分準備確有把握而後動作為原則；解放軍第15兵團司令員鄧華、政治委員賴傳珠、第一副司令員兼參謀長洪學智應速到雷州半島前線親自指揮一切準備工作，並且不要希望空軍幫助:203。1950年春天，解放軍發動海南島戰役。3月28日，毛澤東給粟裕確定先打定海再打金門之方針，待定海攻克後撥船撥兵去福建打金門:282。夏天，解放軍發動萬山群島戰役。8月25日，毛澤東以軍委名義電報第四野戰軍、中南軍區第二政治委員鄧子恢、第三政治委員譚政、參謀長趙爾陸，並中共中央華南分局第一書記葉劍英、第三書記方方，台灣極有可能向潮汕及海陸豐舉行登陸襲擊，必須加強偵察，務使解放軍在登陸襲擊之前，獲得可靠情報；加強兵力，考慮從西面抽調一部兵力（例如一個加強的師）及一部炮火加強東面，確保潮汕及海陸豐沿海防線，並派一個軍級指揮部去擔任指揮，遇敵襲擊時能堅決殲滅之:480-481。
1951年1月13日，毛澤東請陳毅考慮對廈門增加防禦兵力，加強防禦工事，加強炮兵及高射炮，儲備糧食彈藥，派去得力指揮人員，並確須預籌由中國大陸向廈門之增援計劃，務達擊退進犯國軍，確保廈門之目的；請通知葉飛（時任解放軍福建軍區司令員）速籌對策電告:24。1955年，解放军发起一江山岛战役，攻占浙东沿海的一江山岛和大陈岛，国军组织大陳島撤退。2月13日至26日，解放军陆续攻克大陈岛、渔山列岛、披山岛、南麂列岛，从而攻克浙江沿海全部岛屿。

### 解放軍進軍西南
1949年11月1日，李宗仁由重慶飛往昆明:62。同日，第二野戰軍司令員劉伯承、政委鄧小平率第二野戰軍主力和第四野戰軍一部開始進軍西南，亦稱「西南戰役」，是解放軍追殲國軍，解放西南四省的重要戰略行動:2723。
11月14日，蒋介石自台灣飛抵重庆:62。同日，解放军攻克桂林:175。解放軍一部以大迂回動作從邵陽地區進入貴州，11月15日攻克贵阳，繼續向川南迂回進擊:2723。11月25日，解放軍攻克柳州、梧州。
解放軍一部由宜昌、常德地區西進，一舉突破宋希濂集團為主的「川湘鄂邊防線」，在川東地區殲其一個兵團和另一個兵團大部，於11月30日攻克重慶:2723。11月29日，民國政府再由重慶西遷成都:175。11月30日，解放军攻克南宁:175。白崇禧移其總部於海口，黃杰率領所部退入越南:175。
12月7日，民国政府決定遷往台北，並於西昌作為大本營，於成都設置防衛司令部:176。12月9日，西康省政府主席劉文輝、云南省政府主席卢汉及西南長官公署副長官鄧錫侯、潘文華宣布歸附中國共產黨:2723。卢汉云南起义，在昆明公開通電歸附中國共產黨:176。12月16日，解放军攻克川南樂山，12月18日攻克劍閣:176。12月21日，解放軍發起成都戰役:2723。刘文辉佔據雅安欲阻截國軍退路，成都有被圍之慮，国军乃於12月26日撤守:176。胡宗南移其總部於西昌，繼續作戰:176。12月27日，解放軍攻克成都:2723。
1950年1月，解放軍劉伯承、陳賡、賀龍等部10餘萬人，沿川康公路入西康，接連攻克雅安、康定等地，與國軍激戰於寧南、會理一帶:177。3月7日，國軍一度攻克康定，及解放軍大舉進攻，乃於3月27日主動撤離西昌，將守城部隊空運到台灣:177。3月27日，解放軍進入西昌县城。4月初，西昌戰役結束。3月5日，第四野战军展开海南岛战役，以木船为主要航渡工具横渡琼州海峡，于5月1日攻克海南岛。5月，國軍撤離海南島，並主動放棄舟山群島，15萬國軍及大量物資轉運台灣:64。到1950年6月大規模作戰行動基本結束:4923。歷時近4年，解放軍共殲滅國軍807萬餘人，取得了戰爭的勝利:4923。

### 解放軍進軍西藏
1950年1月至1951年12月，中國人民解放軍進軍西藏，和平解放西藏:2723。
1950年初，中共中央決定解放軍進軍西藏，並與西藏地方當局談判和平解放西藏；西南軍區一部在西北軍區部隊配合下進軍；西藏地方當局為維護農奴制度，拒絕和平解放西藏，於昌都地區增兵設防，阻止解放軍進軍；並在昌都毒死西南軍政委員會派往西藏和談的格達活佛:2723。
1950年10月，解放軍進藏部隊進行昌都战役，殲滅藏軍主力，打開進軍道路:2723。賀龍、彭德懷、陳賡等部，分别自西康、青海、雲南进军西藏，10月19日占领藏东地区政治、经济中心昌都，消滅藏軍萬餘人:177。
西藏地方當局在中央人民政府再三敦促下，於1951年2月派代表團到北京與中央人民政府代表談判，5月達成《中央人民政府和西藏地方政府关于和平解放西藏办法的协议》:2723。8月、9月間，進藏部隊按照協議規定，先後由昌都、門工、于闐、香日得等地出發，克服重重困難，於10月至11月，先後進抵拉薩、日喀則、察隅、阿里等地區，西藏和平解放:2723。同年12月1日解放軍張國華、范明等部會師拉薩，至翌年2月佔領江孜、日喀則等城市:177。

### 雲南邊境游擊戰
国共内战国民党溃败之后， 一批国军残余部队从中国西南部云南省往南方国境撤退， 蒋介石曾经利用这批军队，通过云南省和缅甸接壤的滇缅边区，进行了一连串反攻大陆试探行动。 20 世纪 50 年代，至少有过两次大型反攻大陆行动， 是利用滇缅边区一块与中国大陆、缅甸、泰国、寮国等四个国家接壤的三角形地区，也就是国际俗称的“金三角”地区，向大陆的边界驻军与政府机关连续发动好几波的武装突袭。在“金三角”地区，听命于蒋介石的国军部队，初期仅为不及 2000 人的一支残军，颠峰时期曾经膨胀到 2 万多人的庞大武装力量， 占领着土地面积比台湾大两倍的势力范围， 曾经两度击败缅甸的国防军，多次向大陆边境的共军发动猛攻，占领过大陆云南若干边境县份，引起大陆当局的严重关切，深恐蒋介石预备从西南边界反攻大陆。
1960 年 11 月，解放军与缅甸部队联合组成一支6万人的部队，其中，解放军派出了 4 个师、1 个团，共48000人，缅军12个团共 12 000 人，配合空军，南北夹击，与国军在热带丛林中发生激战。这就是所谓的“江拉战役”。 战役期间，蒋经国曾经代表他父亲，亲自到国军“南昆总部”视察。 “江拉战役”分三阶段进行，最后国军放弃了原来的总部， 撤退到泰北。“江拉战役”之后，1961 年 3 月，国军第二次从“金三角”地区撤军，撤回台湾约4 400余人，留下未撤走的部队约5 000人，由泰国收编为北部防共部队。 柳元麟将军在回忆录中表示，大陆失败之后，他率领“云南人民反共志愿军”在滇缅边区活跃了 10 年。
1965年國防部情報局為中國大陸情報工作，發展敵後游擊，蔣經國核准重建滇邊游擊部隊，1975年6月因國際壓力裁撤。

## 兩岸分治

### 金门炮战
1958年，爆發金门炮战。至此国军在中国大陆沿海仅剩下福建的金门、马祖及乌丘屿。1979年，受国际环境影響，解放军停止砲擊金门。
自1953年至1961年，雙方在東南沿海空戰18次，海戰21次。

### 國光計畫
1963年11月19日，反共游擊隊分兩批在福建霞浦海尾與南日島登陸。
到1965年，參與「海威」行動的1,800名國軍，只有不到三分之一生還。
1965年，是國光計畫模擬推演最多的一年，先後爆發東引海戰、東山海戰和烏坵海戰。6月17日，蔣介石前往陸軍軍官學校召集軍方中層以上軍官開會預備發動反攻，所有軍官都已預留遺囑。為求保密，另以诺曼底登陆日作為正式攻擊發起日期。8月6日凌晨，海軍劍門、章江軍艦執行「海嘯一號演習」任務，預計運送身上穿著解放軍制服的陸軍特種情報隊隊員在中國大陸沿海先南往海南島進行欺敵戰術，而後再北上東山島海域欲進行滲透以偵測登陸作戰所需情報，並且由空軍協力支援。然而兩艘軍艦從高雄左營出發後就已經受到解放軍的監視，解放軍魚雷艇已早在東山島海域附近兄弟嶼進行伏擊，雙方於凌晨01:30激戰一夜至清晨06:00，劍門艦和章江艦遭擊沉，殉難官兵近二百人，是為「東山海戰」。

## 战争统计

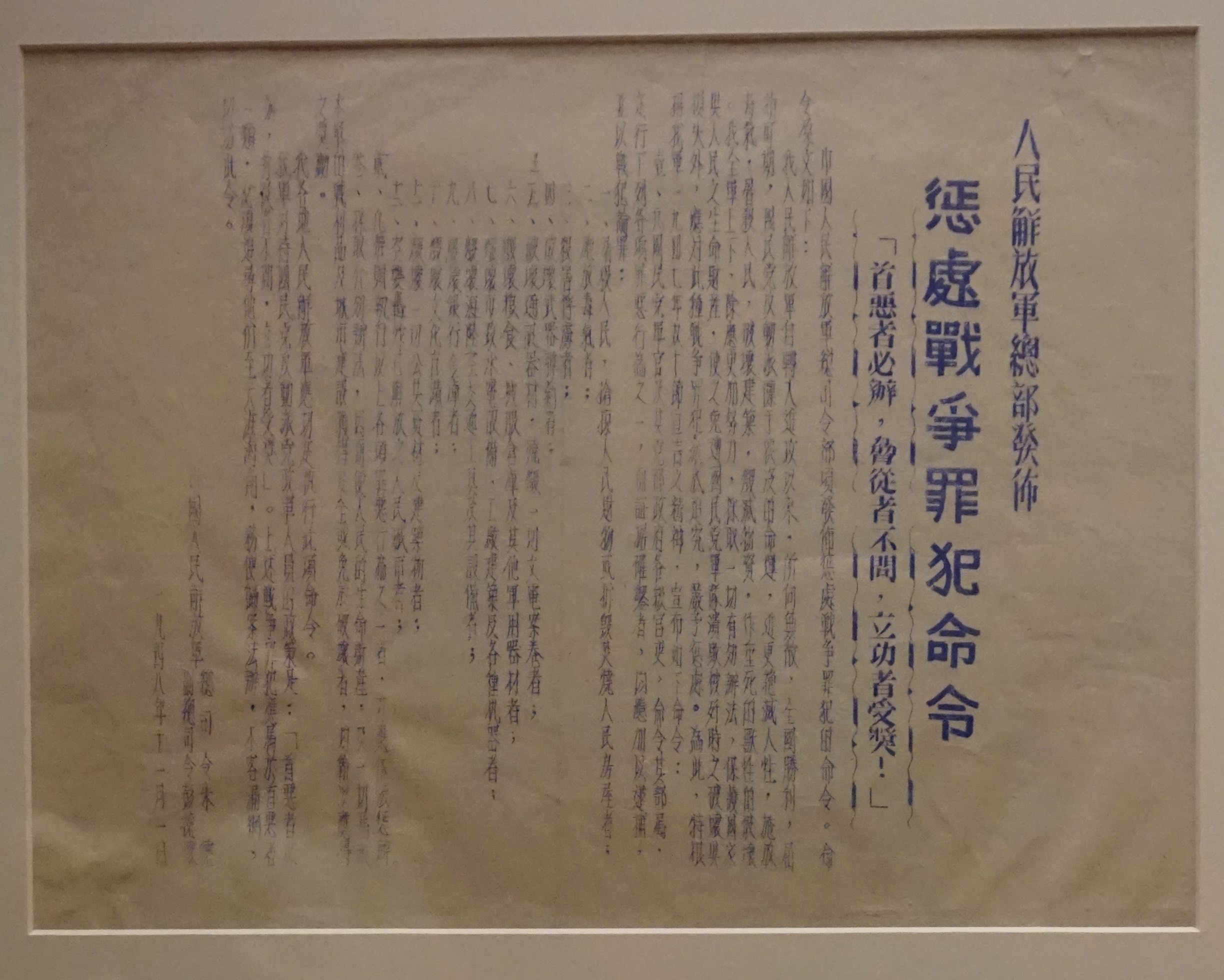
1948年11月，解放军总部发布《惩处战争罪犯命令》。同年12月27日，新华社引述“陕北某权威人士”言论，公布第一批共43名内战战争罪犯名单

### 关于国军
有关第二次国共内战中解放军歼灭国军的确切总人数，长期以来，军事历史学家和军史资料均沿袭采用解放军总部发布的统计数字和说法：共歼灭国军正规军554.247万人，非正规军252.888万人，总计歼敌人数为807.135万人。《中国人民解放军战史简编》记载有《人民解放战争敌我兵力损失对比表》，其中歼灭的国军人数如下：
- 一、1946年7月到1947年6月：国军伤亡42.6万，被俘67.7万，起義1.7万。合计：112万。
- 二、1947年7月到1948年6月：国军伤亡54万，被俘95.3万，起義2.8万。合计：152.1万。
- 三、1948年7月到1949年6月：国军伤亡57.2万，被俘183.4万，投诚24.3万，起義13.1万，改编27.1万。合计：305万。
- 四、1949年7月到1950年6月：国军伤亡17.3万，被俘112.3万，投诚39.1万，起義67.1万，改编2.2万。合计：238万。
- 五、以上合计：国军伤亡171.1万，被俘458.7万，投诚63.4万，起義84.7万，改编29.3万。合计807.1万。投诚、俘虏和击毙旅级或少将以上高级将领1686名，这里记载歼灭国军总计807.1万，与1950年解放军总部公布的数据完全一致。解放军出版社1990年代出版的《人民解放军野战军战史丛书》的统计情况是：
- 第一野战军歼灭国军正规军51.9万人，消灭国民党游杂武装12.9万人，总计歼敌64.8万人；
- 第二野战军歼灭国军正规军及地方部队230万人，消灭国军游杂武装100万人，共计歼敌330万人；
- 第三野战军消灭国军正规军、地方保安部队、武装交警部队及游杂武装共计247万人；
- 第四野战军歼灭国军正规军188万人，消灭国军游杂武装135万人，共计323万人；
- 华北野战军歼灭国军正规军、非正规军及游杂武装101万人。解放军总部公布的战报807万统计数字，只统计了这一时期（1946.7－1950.6）所消灭的国军正规军的总人数。其他时间段的数字没有统计到解放战争中去，其次，毛泽东认为：“所谓蒋政权，也就是表现在他的军队上”。国府是依赖它的正规军和地方部队而存在的，国军残余游擊隊的存在当然是蒋介石的一种辅助力量，对中共一方有一定威胁，但对双方政权不起决定作用。因此，毛泽东规定：“伪军、还乡队、保安团不算敌人的正规军，不在新华社的统计之内”。《人民解放军野战军战史丛书》的解放军总计歼灭国军为1,065.8万人的统计的解放战争的时间段是从1946.7月至1950年6月四年消灭国军正规军和含游杂武装的总数[175]。

整个战争期间，国军起義总人数达114万（不含投诚），占国军总兵力800万正规部队的14.25%。驾机起義达43架；大小舰艇73艘，地区性起義面积达553万平方公里。战争期间，有约400万国军战俘加入解放军序列（不含起義）:853，1948年解放军中的国军俘虏兵占解放军全军约30％，到1949年更达到70%到80%，极大充实解放军的实力。

### 关于解放军
《中国人民解放军战史简编》所载，解放军损失如下：
- 陣亡26万人
- 失踪和被俘19万人
- 85万人负伤

伤亡合计130万人（含支前民兵）

## 影响

### 外流与逃难
国共内战前后，部分知识分子離開中国大陆，前往香港、台湾及美国，包括胡適、金庸、唐德刚、梅贻琦、钱穆、吳大猷、朱家驊、淩鴻勛、李先聞、吳敬恆、傅斯年、李濟、董作賓、王世、王寵惠等。
在日学者周俊认为，尽管1949年前后戰局對中國共產黨十分有利，但其動員機制已經觸碰社會瓶頸，因此华北發生了較多的逃亡事件。

### 国际关系
朝鲜战争爆发后，美国第七舰队进入台湾海峽。中国大陆则加入社会主义国家阵营，成为东西方冷战的前沿阵地。

### 两岸分治
台灣戰後時期以“联美反共”为主，对内实行白色恐怖和高压特务统治，以防解放军攻台，对外联合美日等西方国家；中共因防备美国与台湾，政策长期封闭和“一边倒”亲苏联外交。
在中國西南地區，解放軍攻占成都，一路追擊國軍。國軍第九十三師最後到達泰國、緬甸邊境的金三角，即“泰北孤軍”。1954年，因緬甸政府向聯合國提出抗議，第九十三師及眷屬撤往臺灣。在泰國北部仍有人不願離開，主要為雲南籍官兵，離家較近，要打回中國大陸。最後因協助泰國政府平定山區的泰国共产黨游击队，獲得泰國國籍，得以在泰國合法永久居留與生活。

### 福建經濟
福建省自中華人民共和國成立后成為國共對峙的軍事前線，嚴重影響經濟發展，1950年代至1970年代由於軍事考慮，重大民生建設項目較少，經濟較落後。1980年代後隨著兩岸關係一度緩和、中國大陸推行改革開放政策、基礎設施建設等，才使經濟開始改善。隨著兩岸經濟交流頻繁，2019年，福建所有地級市人均都超過中國大陸人均GDP，2021年福建人均GDP达到1.82万美元，僅次于北京、上海、江蘇，排名中國大陸第四。

### 引用
1. 1 2  蔡東杰, 洪銘德, 李玫憲. . . 五南圖書出版. 2017-02-01  [2022-01-15]. （原始内容存档于2021-12-14）.
2. ↑  . 中共中央台办、国务院台办.   [2008-12-31]. （原始内容存档于2016-12-20）. 1979年元旦，全国人民代表大会常务委员会发表《告台湾同胞书》，郑重宣示了争取祖国和平统一的大政方针，两岸关系发展由此揭开新的历史篇章。《告台湾同胞书》明确提出，实现中国的统一，是人心所向，大势所趋；一定要考虑现实情况，完成祖国统一的大业，在解决统一问题时尊重台湾现状和台湾各界人士的意见，采取合情合理的政策和办法，不使台湾人民蒙受损失。《告台湾同胞书》明确提出，我们寄希望于台湾人民，也寄希望于台湾当局。《告台湾同胞书》明确倡议，通过商谈结束台湾海峡军事对峙状态，撤除阻隔两岸同胞交往的藩篱，推动自由往来，实现通航、通邮、通商，开展经济文化交流。《告台湾同胞书》的发表标志着我们解决台湾问题的理论和实践进入了一个新的历史时期。
3. ↑  邵宗海. . 新文京開發出版. 2004  [2019-03-09]. （原始内容存档于2021-12-14）. 「根據北京的說法，兩岸自1949年以來內戰尚未結束。」
4. ↑  李銘義.  (PDF). 《展望與探索》.   [2019-03-11]. （原始内容存档 (PDF)于2021-12-14）. 「大陸方面則認為兩岸敵對狀態尚未結束，是屬於一國之內戰狀態」
5. ↑  . 國家發展委員會檔案管理局.   [2019-03-09]. （原始内容存档于2019-05-01）. 李登輝總統民國80年(1991)4月30日宣告動員戡亂時期於5月1日零時終止，此後修正或廢止動員戡亂時期相關法規，也結束兩岸間的敵對狀態。
6. ↑  郭震远. . 《统一论坛》. 2010-05, (2010年05期)  [2023-03-20]. （原始内容存档于2023-03-20）.
7. ↑  郭震远. . 《中国评论》. 2014-04, (2014年04期)  [2023-03-20]. （原始内容存档于2023-03-20）.
8. 1 2  胡美; 任东来. . 美國研究. 2007, (第3期).
9. ↑  . BBC News 中文. 2021-06-29  [2021-07-26]. （原始内容存档于2021-11-06） （中文（简体））.
10. ↑  林志宏. . 五南圖書出版. 2015-06-01  [2019-03-11]. （原始内容存档于2021-12-12）. 「一九四九年前，國民黨與共產黨之間為爭奪中國統治權，至少爆發兩次的內戰……第二次則是於一九四五年起至一九四九年結束。」
11. ↑  《臺灣地區與大陸地區人民關係條例》，2011-12-21
12. ↑  中國制定反分裂國家法的意圖與影響 （页面存档备份，存于），第21頁，陳明通，新世紀智庫論壇第29期，2005-03-30
13. ↑  副總統為「國際獅子會台灣總會300C2區年會」發表專題演講 （页面存档备份，存于），總統府新聞，2005-04-10
14. ↑  台灣問題：政治解決策論 （页面存档备份，存于），第7頁，蕭元愷，三聯書店(香港)有限公司，2010-07-01
15. ↑  两岸政治互信研究 （页面存档备份，存于），第16頁，张文生主编，九州社 崧博出版社，2011
16. 1 2 3 4 5 6 7 8 9 10 11 12 13 14 15 16 17 18 19 20 21 22 23 24 25 26  張玉法. . 台北: 東華書局. 1977.
17. 1 2 3 4 5 6 7 8 9 10 11 12 13 14  王成斌等主編 (编). . 北京: 解放軍出版社. 1998. ISBN 7506502615.
18. ↑  中華民國教育部. . 台北: 國立編譯館. 1991.
19. ↑  Westad, Odd. . Stanford University Press. 2003: 305  [2020-02-08]. ISBN 978-0-8047-4484-3. （原始内容存档于2020-02-20）.
20. ↑  戰後70年臺灣史 （页面存档备份，存于），第184頁，陳世昌，時報文化出版，2015-12-11
21. ↑  林永富. . 中國時報. 2019-01-01  [2019-03-10]. （原始内容存档于2021-02-03）.
22. 1 2 3 4  中華民國建國一百週年軍事史編篆小組. . 老戰友工作室. 2012: 5.21. ISBN 9789868903609.
23. 1 2 3 4 5 6 7 8 9 10 11 12 13 14 15 16 17 18 19 20 21 22 23 24 25 26 27 28 29 30 31 32 33 34 35 36 37 38 39 40 41 42 43 44 45 46 47  辭海編輯委員會 (编). . 上海辭書出版社. 1989. ISBN 978-7-5326-0083-0.
24. ↑  郭廷以.  第三版. 香港: 中文大學出版社. 1986. （一九四六年）毛澤東指示中共，「以自衛戰爭，粉碎蔣介石的進攻。」約在此時，中共軍隊改稱「中國人民解放軍」，不再用國民革命軍、第八路軍，或第十八集團軍及新編第四軍番號。（一九四七年三月五日起，共軍一律稱中國人民解放軍。）政府軍約出動九十餘萬人，共軍數目大致相當。政府軍的武器優於共軍，三分之一為美式配備，多取攻勢，側重於城市佔領，即重點進攻，損失較大。毛澤東的戰略為集中絕對優勢兵力，配合地方武力，選擇適當機會，包圍較弱或少援助的政府軍，以殲滅其個別力量為目標，不重城池的一時得失。對於土地問題，由減租減息，復改為沒收地主土地，分給農民，並組織民兵、游擊隊，使農民與共軍站在一邊，採行長期的人民戰爭。
25. ↑  謝適言.  (PDF). 國立政治大學，2011-06.   [2019-03-11]. （原始内容 (PDF)存档于2020-05-10）. 「1945年8月至1949年9月間，第二階段國共內戰，中國共產黨稱之為解放戰爭」
26. 1 2  毛泽东. . 人民出版社. 1991. ISBN 978-7010009254.
27. ↑  刘少奇. . 人民出版社. 1981. ISBN 9787010200101.
28. ↑  . 东北日报 (东北日报社). 1947, (第一期).
29. 1 2  金冲及. . 爱思想.   [2024-02-01]. （原始内容存档于2024-02-01）.
30. ↑  汪朝光. .
31. 1 2  汪朝光. . 《抗日战争研究》2003年第2期.
32. ↑  （美）胡素珊. . 由王海良翻译. 北京: 中国青年出版社. 1997. ISBN 978-7-5006-2519-3.
33. ↑  黄珍德. . 华南师范大学学报（社会科学版）. 2020, (2): 183.
34. ↑  中央档案馆 (编). .  第3册. 北京: 中共中央党校出版社. 1989: 47. ISBN 978-7-5035-0127-2.
35. ↑  . ccrs.ccnu.edu.cn.   [2025-01-03].
36. 1 2 3  國家發展委員會檔案管理局. . 檔案支援教學網.   [2024-02-19]. （原始内容存档于2024-01-03）.
37. ↑  栗国成.  (PDF). 政治科学评论. 2011: 6  [2024-12-28]. （原始内容存档 (PDF)于2024-07-23）.
38. ↑  . 澎湃新闻.   [2024-12-28].
39. 1 2 3 4 5 6 7 8 9 10 11 12 13 14 15 16 17 18 19 20 21 22 23 24 25 26 27 28 29 30 31 32 33  林桶法. . 南京大学出版社. 2015.
40. 1 2 3 4 5 6 7 8 9  高华. . 2010年: 广东人民出版社.   [2024-02-07]. （原始内容存档于2024-02-07）.
41. 1 2 3  岳渭仁、冬卉、向東華、曉晴 (编). . 西安: 三秦出版社. 1994. ISBN 7-80546-784-6.
42. 1 2  毛泽东. . . 1940.
43. ↑  韩晓青. . 中工网. 人民日报. 2015-08-11.
44. 1 2 3 4 5 6 7 8 9 10 11  蔣永敬.  增修版. 台湾: 商务印书馆. 2015. ISBN 978-957-05-2992-0.
45. ↑  牛军.  (PDF). 中国史学会;中国社会科学院.   [2024-12-27]. （原始内容存档 (PDF)于2024-12-27）.
46. ↑  葉永烈. .  第一版. 成都市: 天地出版社. 2019. ISBN 978-7-5455-3659-1.
47. ↑  审查你妹. . 中国数字时代. 2012-06-09  [2024-12-20]. （原始内容存档于2025-01-27） （中文（简体））.
48. ↑  聂鑫. . 国民大会的理论与实践: 8. doi:10.3969/j.issn.1004-8561.2008.05.007.
49. ↑  民盟中央宣传部. . 澎湃新闻. 2021-04-20.
50. 1 2 3 4 5 6 7 8 9 10 11 12  王綱領. . 中國歷史學會史學集刊2006年7月 (台北) （中文（繁體））.
51. ↑  中國命運．關鍵十年．美國與國共談判真相(1937~1947)關中．天下遠見出版．2010年7月7日，ISBN 978-986-216-568-3
52. ↑  麥卡錫. .
53. ↑  . 紐約時報. 2011-06-11  [2015-06-28]. （原始内容存档于2015-06-30）.
54. 1 2  . 自由時報.   [2018-04-17]. （原始内容存档于2018-04-18）.
55. ↑  林炳炎. . 臺北市: 三民書局. 2004. ISBN 9574120430.
56. ↑  . 遠流出版. 2012-08-01. ISBN 978-957-32-6985-4.
57. ↑  美國國務院 (编). . 美國國務院. 1949.
58. 1 2 3 4 5 6 7  Freda Utley. . Muriwai Books. June 28, 2017  [2024-01-29]. （原始内容存档于2024-01-29）.
59. ↑   2011. 台北: 国史馆.
60. 1 2  秦孝儀主編 (编). . 台北: 中正文教基金會. 2003.
61. 1 2 3 4 5 6 7   2012. 台北: 国史馆.
62. ↑  何應欽. . 台北: 正中書局. 1974. 「前年（1970年）蘇聯塔斯社發表的數字，當屬正確。計有：步槍六八五、八九七枝；輕重機槍二九、八二二挺；手槍六〇、三七七枝；火炮一二、四四六門；步機彈一八〇、九九〇、〇〇〇發；手槍彈二、〇三五、〇〇〇發；砲彈二、〇七〇、〇〇〇發；戰車三八三輛；裝甲車一五一輛；卡車一五、七八五輛；飛機一、〇六八架；飛機油一〇、〇〇〇噸；炸彈六、〇〇〇噸；艦艇一、四〇〇艘（計五四、六〇〇噸）」
63. ↑  杰克•贝尔登 (编). . 北京: 北京出版社. 1980.
64. 1 2  杨奎松. . 广西师范大学出版社. 2012. ISBN 9787549523207.
65. ↑  東北局關於蘇軍交涉情況致中央電 1945年11月5-6日
66. ↑  東北局關於蘇軍交涉情況致中央電 1945年11月5-6日 陳雲關於哈爾濱情況致林、彭電 1945年11月7日。機槍的情況是：沈陽600，哈爾濱數百。
67. ↑  東北局關於建立空軍問題致中央電 1945年12月17日
68. ↑  東北局關於暫時不找美蔣談東北停戰問題致中央電 1946年2月15日
69. ↑  高崗關於與蘇軍交涉情況致東北局並中央電 1946年4月20日
70. 1 2  肖華致陳、黎、舒並報東北局、中央電 1946年5月28日、6月15日、6月23日
71. ↑  肖華致陳、黎、舒並報東北局、中央電 1946年8月9日
72. 1 2  楊奎松 中間地帶的革命 山西人民出版社 2010年4月
73. 1 2 3  陳暉 馬歇爾使華與蘇聯對華政策 歷史研究 2008 第6期
74. ↑  蘇聯科學院東方研究所 《在中國道路上•回憶錄（1937-1945）》莫斯科 科學出版社 1989年 305頁
75. ↑   何長工回憶錄 427-428頁
76. ↑  列多夫斯基 斯大林與中國 新華出版社 76頁
77. ↑  成汉昌. . 中国档案出版社. 1994.
78. ↑  习仲勋：关于土改中一些问题给毛主席的报告，1948-01-19
79. ↑  毛澤東. .  第二版. 北京: 人民出版社. 1991.
80. ↑  汪朝光. . 江苏人民出版社. 2009. ISBN 978-7-214-05830-0.
81. ↑  孙文学; 齐海鹏. . 长春: 东北财经大学出版社. 2008-01-01. ISBN 9787811222272.
82. ↑  网易军事. . 网易网军事.   [2017-06-14]. （原始内容存档于2021-02-03）.
83. 1 2 3 4 5 6 7 8 9 10 11 12 13 14 15 16 17 18 19 20 21 22 23 24 25 26 27 28 29 30 31 32 33 34 35 36 37 38 39 40 41 42 43 44 45 46 47 48 49 50 51 52 53 54 55 56 57 58 59 60 61 62 63 64 65 66 67 68 69 70 71 72 73 74 75 76 77 78 79 80 81 82 83 84 85 86 87 88 89 90 91  李守孔. . 台北: 三民書局. 1973. ISBN 978-957-14-0663-3.
84. ↑  李勇、张仲田 (编). . 北京: 中共党史出版社. 1995.
85. 1 2 3 4 5 6 7 8 9 10 11 12 13 14 15 16 17 18 19 20 21 22 23  陳布雷等編著. . 台北: 傳記文學出版社. 1978-06-01.
86. 1 2  . Eywedu.com.   [2017-05-23]. （原始内容存档于2017-02-02）.
87. ↑  . 《中央日报》. 1947-10-27.
88. 1 2 3 4 5 6 7 8 9 10 11 12 13 14 15 16 17 18 19 20 21 22 23 24 25 26  李新總主編，中國社會科學院近代史研究所中華民國史研究室，韓信夫、姜克夫主編 (编). . 北京: 中華書局. 2011. ISBN 9787101079982.
89. ↑  《世界日报》，北平，1948-08-15，第三版
90. ↑  柏杨. . 台湾: 遠流出版事業股份有限公司. 1996年: 180. ISBN 9789573227922.
91. ↑  北平学委抗暴运动总结，解放战争时期北平学生运动，光明日报社，1991
92. 1 2  汪朝光. . 中华书局.
93. ↑  共青团上海市委编著. . 上海人民出版社. 1982.
94. ↑  监察委员谷凤翔，胡文晖调查七五事件报告，《世界日报》，北平，1948-08-28
95. ↑  学生政府究竟谁先开枪，国民政府曾派国防部次长秦德纯，国民党青年部长陈雪屏往北平调查，东北方面，监察院也派员调查，汪朝光：《中华民国史》第三编第五卷，北京：中华书局
96. ↑  北平地下党斗争史料，北京出版社，1988年
97. ↑  劉鳳翰. . 《近代中國》第138期，2000年8月 (台北).
98. ↑  劉鳳翰. . 北京: 中國大百科全書出版社. 2009.
99. ↑  . History.news.163.com. 2009-04-27  [2017-05-23]. （原始内容存档于2017-02-10）.
100. ↑  . Mall.cnki.net. 2012-02-03  [2017-05-23]. （原始内容存档于2021-02-03）.
101. ↑  新华日报的回忆[M].四川人民出版社，1979年
102. 1 2  . 广安市人民政府官网.   [2025-08-07].
103. 1 2 3  . 德安县政府网. 2024-01-22  [2025-08-07].
104. 1 2 3 4  . 舟山档案网.   [2025-08-07].
105. 1 2 3  李金錚. . 中華書局（香港）. 2021. ISBN 9789624590692.
106. 1 2 3 4 5  杨天石. . 三联书店. 2014. ISBN 9789620434884.
107. 1 2 3 4 5 6 7 8 9  中共中央文獻研究室 (编). . 北京: 中央文獻出版社. 1993.
108. 1 2 3 4 5 6 7 8 9 10 11 12 13  郭廷以.  第三版. 香港: 中文大學出版社. 1986.
109. ↑  刘晓岳：《中国抗日战争史丛书：日本投降与中国受降》,中国友谊出版公司, 2001年
110. 1 2  张宪文等 (编).  2005. 南京大学出版社. ISBN 978-7-305-04242-3.
111. ↑  张宪文. . . 南京: 南京大学出版社. 2006.
112. ↑  （美）胡素珊. . 王海良 等 译. 北京: 中国青年出版社. 1997. ISBN 978-7-5006-2519-3.
113. ↑  中共中央檔案局 (编). . . 北京: 中共中央黨校出版社. 1991.
114. ↑  中共中央檔案局 (编). . . 北京: 中共中央黨校出版社. 1991.
115. ↑  中共中央檔案局 (编). . . 北京: 中共中央黨校出版社. 1991.
116. ↑  中共中央檔案局 (编). . . 北京: 中共中央黨校出版社. 1991.
117. 1 2  楊奎松. . 台北: 東大圖書. 1997.
118. ↑  中共中央檔案局 (编). . . 北京: 中共中央黨校出版社. 1991.
119. ↑   2012. 台北: 国史馆.
120. ↑  〈中央關於目前形勢與任務的指示〉（1946年2月1日），收録於中央檔案館編，《中共中央文件選集》，第16册（北京：中共中央黨校出版社，1992）頁62～67。
121. ↑  林桶法. . 臺灣商務印書館. 2003: 132.
122. 1 2  秦孝仪. . 近代中國出版社. 1985: 1422.
123. ↑  李雲漢. . 三民書局. 1985: 362.
124. 1 2  王昇, 曹敏合. . 黎明文化事業公司. 1977: 157.
125. 1 2 3 4 5  沈志华. . 爱思想.   [2022-10-22]. （原始内容存档于2022-10-22）.
126. ↑  梁敬錞譯註 (编). . 北京: 中國社會科學院近代史研究所.
127. ↑  秦孝儀主編 (编). . 台北.
128. ↑  .   [2016-01-05]. （原始内容存档于2020-12-06）.
129. ↑  朱汉群 中华民国史 第四卷
130. ↑  .   [2016-01-05]. （原始内容存档于2020-05-19）.
131. ↑  .   [2014-12-30]. （原始内容存档于2014-12-30）.
132. ↑  .   [2014-12-30]. （原始内容存档于2014-12-30）.
133. ↑  中华民国国民政府军政职官人物志
134. ↑  国民革命与统一建设: 20世纪初孙中山及国共人物的奋斗
135. ↑  国民革命与黃埔军校: 纪念黃埔军校建校80周年学術论文集
136. ↑  赵奇伟 《评苏联对中共的援助》湘潭大学论文
137. ↑  军队素质、战略计划与解放战争的进程 李东朗《中共党史研究》2009年第9期
138. ↑  世界军事2014年第13期《飞虎旗下的国民党军》中指出某个杂牌师的一营在抗战中最早得授飞虎旗，令中央系官兵“羡慕嫉妒恨”
139. ↑  《费正清评传》，1997年
140. ↑  黄嘉樹. . 台北: 大秦出版社. 1994.
141. ↑  .   [2014-12-30]. （原始内容存档于2019-05-03）.
142. 1 2  辛灏年. . 夏菲尔出版社. 2012: 547. ISBN 9789881589354.
143. ↑  周建华 (编). . 武汉出版社. 2009: 265  [2022-12-04]. ISBN 9787543041592. （原始内容存档于2023-04-12）.
144. 1 2  . 北京: 中央文献出版社. 1998.
145. 1 2 3  《中國大百科全書》總編輯委員會《軍事》編輯委員會 (编). . 北京: 中國大百科全書出版社. 1989. ISBN 978-7-5000-0242-0.
146. ↑  .   [2018-10-05]. （原始内容存档于2021-01-15）.
147. ↑  郭廷以. . 香港: 中文大学出版社. 2019. ISBN 9789629967130.
148. ↑  蔣永敬、劉維開. . 台北: 臺灣商務印書館. 2011. ISBN 978-957-05-2669-1.
149. ↑  . Cctv.com.   [2017-05-23]. （原始内容存档于2021-02-03）.
150. ↑  陈启天：《寄园回忆录》
151. 1 2 3 4 5 6 7 8 9 10 11 12 13 14 15 16 17 18 19 20 21 22 23 24 25 26 27 28 29 30 31 32 33 34 35 36 37 38 39 40  古貫郊. . . 香港: 中原出版社. 1991.
152. ↑  《國民政府公報》第2869號，1947年7月5日
153. ↑  王思翔. . Agzy.youth.cn. 2011-12-05  [2017-05-23]. （原始内容存档于2014-08-19）.
154. ↑  . 北京: 中华书局. 2000.
155. ↑  王成斌等主編 (编). . 北京: 解放軍出版社. 1998: 497–498. ISBN 7506502615. 蔣在會上打氣説：「我個人蒙受如此的奇耻大辱，我仍然要百折不回繼續奮鬥，毫不灰心，毫不氣餒，我不忍放棄這『剿匪』責任。所以，我不能不領導一般同志，艱苦奮鬥，來完成戡亂建國的使命」。但是在人民解放軍接連發起的遼瀋戰役、淮海戰役、平津戰役的打擊下，使他在天空飛來飛去調兵遣將成為徒勞，東北、華東、華北三個主力集團一百七十萬兵力殲滅得一乾二凈。
156. 1 2 3 4 5 6  王禹廷. . . 香港: 中原出版社. 1991.
157. ↑  《中国人民解放军第二野战军战史》编輯委员会 (编). . 北京: 解放軍出版社. 1990.
158. ↑  胡難. . News.takungpao.com.hk. 2014-06-17  [2017-05-23]. （原始内容存档于2020-09-20）.
159. ↑  武月星主編 (编). . 北京: 中國地圖出版社. 1999.
160. ↑  . 中国共产党新闻网.   [2023-06-22]. （原始内容存档于2023-06-22）.
161. ↑  朱文原等編輯撰稿. . 台北: 「國史館」. 2012. ISBN 978-986-03-3586-6.
162. ↑  沈卫平. . 中國之翼出版社. 2000-07-01.
163. 1 2 3 4  中共中央文獻研究室 (编). . 北京: 中央文獻出版社. 1987.
164. ↑  中共中央文獻研究室 (编). . 北京: 中央文獻出版社. 1987.
165. ↑  三野战史编辑室：《中国人民解放军第三野战军战史》，北京：解放军出版社，1996年，第443页，ISBN 978-7-5065-5397-1
166. ↑  从战争中走来 (2008)P198-199
167. ↑  丁晓平. . 人民网. 2007-10-10  [2019-10-25]. （原始内容存档于2014-09-12）.
168. ↑  程思遠. . . 香港: 中原出版社. 1991.
169. 1 2  王丰. 被遗忘的“金三角”秘密战争 [J]. 北京农业, 2013, (14): 40-42.
170. ↑  . 阿美米干官網.   [2020-10-11]. （原始内容存档于2021-01-17）.
171. ↑  .   [2019-03-08]. （原始内容存档于2005-04-25）.
172. 1 2  中華民國教育部. . 台北: 國立編譯館. 民國80年4月.
173. ↑  彭品光. 王水村 , 编. . 台北: 大明王氏出版有限公司. 1971-01-01.
174. ↑  林正義. . 遠景基金會季刊. 2012年10月, 13 (4).
175. ↑  王作化. . 中國共產黨新聞.   [2013-08-01]. （原始内容存档于2018-05-20）.
176. ↑  毛磊、王功安. . 武汉大学出版社. 1991.
177. ↑  . View.news.qq.com. 2012-10-08  [2017-05-23]. （原始内容存档于2021-01-24）.
178. ↑  . 北京: 解放军出版社. 1983.
179. ↑  周 俊. . 中国研究月報. 2019  [2021-02-06]. （原始内容存档于2020-07-26）.
180. ↑  .   [2012-04-16]. （原始内容存档于2021-02-03）.
181. ↑  . 2020-12-03  [2021-10-25]. （原始内容存档于2021-10-27）.
182. ↑  . 2021-05-14  [2021-10-25]. （原始内容存档于2021-10-25）.